# Juegos Olímpicos de París 1900
Los Juegos Olímpicos de París 1900, oficialmente Juegos de la II Olimpiada, son la segunda edición de las olimpiadas modernas. Tuvieron lugar en París, Francia, del 14 de mayo al 28 de octubre de 1900, en el marco de la Exposición Universal. La decisión de celebrar los Juegos de 1900 en París se tomó en la reunión del I Congreso Olímpico celebrado en 1894.
Tras los Juegos de 1896 Pierre de Coubertin, presidente del Comité Olímpico Internacional (COI), quería organizar los Juegos de la II Olimpiada, pero Alfred Picard, comisario general de la Exposición Universal quería organizar «competiciones internacionales de ejercicio físico y deportes» durante el evento. El por entonces órgano rector del deporte en Francia, la Union des sociétés françaises de sports athlétiques (USFSA), en noviembre de 1898 decidió finalmente celebrar las competiciones de la Exposición en lugar de los Juegos de Coubertin que, en la primavera de 1899 se vio obligado a aceptar la propuesta de la USFSA: «Las competiciones de la Exposición se celebran en lugar de los Juegos Olímpicos de 1900 y cuentan como equivalentes a la II Olimpiada.» No hubo ceremonia de apertura ni de clausura, las pruebas se desarrollaron a lo largo de cinco meses y estos eventos no se denominan «Juegos Olímpicos» en los documentos oficiales ni en los carteles promocionales, por lo que muchos atletas ignorarían, algunos hasta su muerte, que habían competido en los Juegos Olímpicos.
Las pruebas deportivas atrajeron a 58 731 participantes, pero según el COI, solo 997 atletas de 24 países, entre ellos 22 mujeres, compitieron en disciplinas que considera olímpicas. Fue la primera vez que las mujeres participaron en los Juegos Olímpicos; la tenista británica Charlotte Cooper fue la primera campeona olímpica en una competición individual. De un total de 477 pruebas deportivas celebradas, el COI solo reconoce 95, entre ellas tres deportes (pelota vasca, críquet y croquet) y algunos eventos (como el salto largo a caballo y la natación con obstáculos) hicieron su única aparición de la historia en el programa olímpico. Entre las competiciones no reconocidas se encuentran disciplinas como las de globos aerostáticos, pesca con caña, o de tiro con cañón, así como competiciones profesionales reservadas solo a franceses, pruebas con hándicap o competiciones escolares. 
Con sus victorias en las pruebas de 60 metros lisos, 110 metros vallas, 200 metros vallas y salto de longitud, el atleta estadounidense Alvin Kraenzlein fue el principal vencedor de las pruebas reconocidas como olímpicas; tras la disputa de los Juegos de 2020, sigue siendo el único deportista que ha ganado cuatro medallas de oro individuales de atletismo en una misma edición de los Juegos Olímpicos. Un niño parisino de entre 7 y 12 años de edad del que se desconoce el nombre y que participó como timonel del dúo neerlandés que ganó una prueba de remo, probablemente sea el campeón olímpico más joven de la historia. Francia, país del que procedían más de la mitad de los atletas, dominó el medallero, establecido a posteriori en 101 medallas, 26 de ellas de oro, por delante de Estados Unidos (47 medallas, 19 de oro) y Reino Unido (30, 15 de oro).

## Contexto

### Restablecimiento de los Juegos

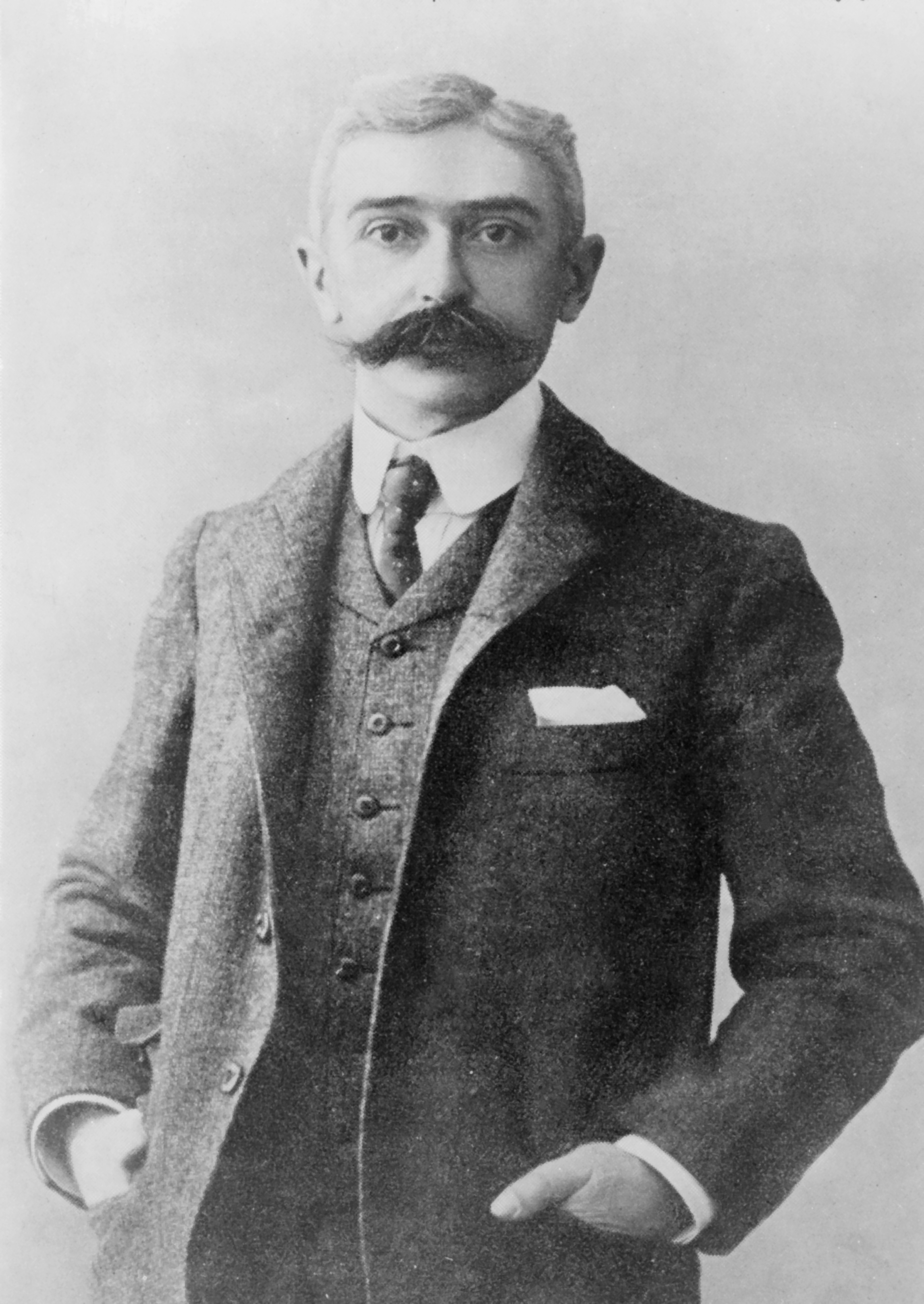
El barón Pierre de Coubertin, restaurador de los Juegos Olímpicos.

Por iniciativa del pedagogo e historiador francés Pierre de Coubertin, se celebró entre el 16 y el 24 de junio de 1894 el I Congreso Olímpico en el gran anfiteatro de la Sorbona, en París, organizado por la Union des sociétés françaises de sports athlétiques. Los dos objetivos principales eran establecer los principios del amateurismo y el restablecimiento de los Juegos Olímpicos de la Antigüedad. Coubertin auguraba que los primeros Juegos Olímpicos modernos se celebrarían en París en 1900, al mismo tiempo que la Exposición Universal, pero los delegados consideraron que seis años sería una espera demasiado larga, por lo que la celebración se fijó para 1896 y, a propuesta del representante de Grecia, Dimitrios Vikelas, la competición se celebraría en Atenas, tal como se establecía en el punto XIII de la declaración sobre la reglamentación del amateurismo y el restablecimiento de los Juegos Olímpicos, según el cual el Congreso decidió «que los Juegos Olímpicos se celebren por primera vez en Atenas en 1896 y por segunda vez en París en 1900, y luego cada cuatro años en otras ciudades del mundo».
Al finalizar los Juegos de 1896, como nación que los había iniciado en su origen, Grecia reclamó el derecho a celebrar las competiciones olímpicas cada cuatro años. Con el respaldo de los atletas estadounidenses y del atleta y escritor británico George S. Robertson, el rey Jorge I solicitó al Comité Olímpico Internacional (COI), presidido por Coubertin, que hiciera de Atenas la sede permanente de los Juegos. Coubertin, presidente del Comité, logró convencer a los miembros del COI de que no apoyaran esta propuesta. En una carta abierta al rey, daba las gracias a los griegos por la energía y el entusiasmo con que habían organizado la edición de Atenas, pero confirmaba que los próximos Juegos se celebrarían en París en 1900, lo que hizo que los griegos declararan que el barón era «un ladrón que intenta privar a Grecia de una de sus joyas históricas», aunque la familia real era consciente de que su proyecto era imposible de llevar a cabo por razones económicas; la derrota griega por los turcos en 1897 hacía todavía más difícil la posibilidad de la celebración de los Juegos en Atenas en 1900.

### Dos proyectos contrapuestos

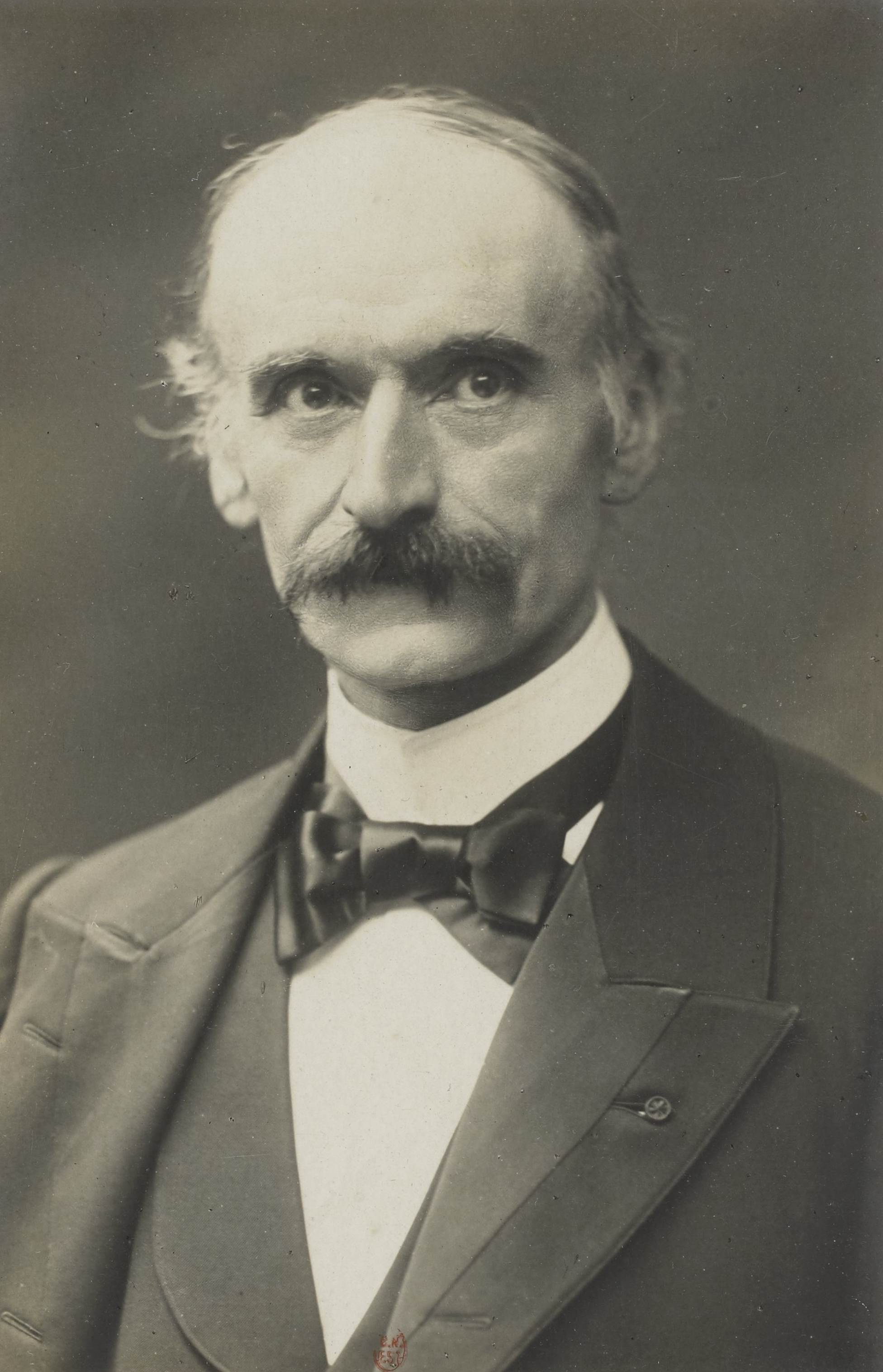
Alfred Picard, comisario general de la Exposición Universal de 1900.

Algunos dirigentes de la Tercera República Francesa creían que la derrota en la guerra franco-prusiana de 1870 se debió al mal estado físico de los jóvenes franceses, por lo que la educación física se hizo obligatoria en la enseñanza primaria a partir de 1882. El comisario general de la Exposición Universal de 1900, Alfred Picard, propuso organizar en el marco de este evento competiciones internacionales de práctica del deporte. El gobierno accedió a incluir estas competiciones deportivas en el programa de la Exposición en noviembre de 1893. El objetivo era organizar competiciones abiertas al mayor número de personas posible para promover la práctica del ejercicio físico en el país.
En enero de 1894 Pierre de Coubertin se reunió con Alfred Picard y le anunció que en junio propondría restablecer los Juegos Olímpicos y organizar la primera edición en París. También propuso la realización de una exposición dedicada a la historia del deporte: «El proyecto consiste en la edificación en el recinto ferial o en sus anexos de una reconstrucción del Altis de Olimpia. En el interior de los monumentos se agrupan todos los objetos y la documentación relativa a los deportes, tanto antiguos como medievales o modernos.» Se acordó una reunión posterior, pero no llegó a realizarse y Picard no ofreció ninguna respuesta a esta propuesta. Picard creó la comisión preparatoria de los «Concours internationaux», que se reunió por primera vez el 3 de noviembre de 1894. Coubertin, que fuera el organizador de las competiciones escolares para la Exposición Universal de 1889, fue nombrado miembro, pero no asistió a las reuniones porque estaba en Grecia para los preparativos de los Juegos de 1896. La comisión elaboró un plan general para las pruebas, que publicó en mayo de 1895. Según sus memorias, Coubertin «comprendió que no había nada que esperar del Sr. Alfred Picard para los Juegos Olímpicos» y que «decidió organizar los Juegos de 1900 sin ninguna interferencia administrativa por medio de un comité privado». En noviembre de 1897, tras la publicación del catálogo general de la Exposición, Coubertin escribe una carta al ministro de Comercio expresando su preocupación por el lugar que ocupa el deporte en el evento y Picard responde que «ninguna de las quejas planteadas por el Sr. de Coubertin son fundadas». Por su parte Coubertin cree que el proyecto de Picard «solo puede fracasar y, en cualquier caso, tanto por el marco elegido (Vincennes) como por la multitud de comisiones y subcomisiones y la enormidad del programa (que pretendía incluir billar, pesca y ajedrez), solo puede ser una especie de feria caótica y vulgar».
Por ello, Coubertin creó un comité organizador de los Juegos Olímpicos compuesto principalmente por aristócratas y conocido por el nombre de su presidente, el Vizconde de La Rochefoucauld, con la intención de: «La multitud tendrá las competiciones y celebraciones de la Exposición y nosotros haremos juegos para la élite: la élite de los competidores, […] la élite de los espectadores, de los pueblos del mundo, diplomáticos, profesores, generales, miembros del Instituto». El comité anunció a la prensa en mayo de 1898 que se había formado «ante la falta de voluntad e inercia de los despachos de la Exposición».
 Coubertin recibió promesas de apoyo en París para la organización y de participación de atletas extranjeros. El programa establecido por su comité se basaba en el de los Juegos Olímpicos de 1896, con la adición del boxeo, el tiro con arco y el polo y la supresión del tiro. Publicado en octubre de 1898, Picard lo consideró «mezquino e indigno de la nación». En noviembre la Union des sociétés françaises de sports athlétiques (USFSA), de la que Coubertin era por entonces secretario general, decidió no apoyar al comité La Rochefoucauld, que «representaba a la Francia democrática y deportiva de una manera absolutamente imperfecta», y se puso a disposición de la Exposición Universal para contribuir a la organización de sus competiciones deportivas. En enero de 1899 se anuncian en el Journal officiel las «Competiciones internacionales físicas y deportivas» con una treintena de disciplinas, la mayoría de las cuales se disputarían en el bosque de Vincennes, y la organización de los juegos atléticos se adjudicaba a la USFSA. Daniel Mérillon, antiguo diputado y presidente de la Union française des sociétés de tir, fue nombrado delegado general para las competiciones deportivas de la Exposición Universal en febrero de 1899. Coubertin intentó colaborar con él para organizar los Juegos Olímpicos, pero Picard, que los describió como «anacronismo», se opuso con firmeza. Ante estas dificultades y tras «diferencias de opinión entre la opinión casi unánime de la comisión y la del Sr. Pierre de Coubertin», el vizconde de La Rochefoucauld y los demás miembros de la comisión anunciaron su dimisión.
Solo, Coubertin se ve obligado en la primavera de 1899 a aceptar la propuesta de la USFSA: «Las competiciones de la Exposición se celebran en lugar de los Juegos Olímpicos de 1900 y cuentan como equivalentes a la II Olimpiada.» A pesar de una organización que considera insuficiente y que causa preocupación en el extranjero, Coubertin apoya posteriormente las competiciones de la Exposición como presidente del COI: publica artículos en medios de comunicación de los países extranjeros, envía circulares a sus colegas del COI y promociona las competiciones durante un viaje que realiza al norte de Europa. Aunque quiso aprovechar la organización simultánea de la Exposición Universal y de los Juegos Olímpicos para aumentar su la repercusión de los Juegos, Coubertin debe aceptar finalmente unas competiciones deportivas de cinco meses de duración, abiertas a los profesionales y a las mujeres, eclipsadas por la Exposición y que no se denominan «Juegos Olímpicos» ni en los documentos oficiales ni en los carteles promocionales.

## Organización

### Comité organizador

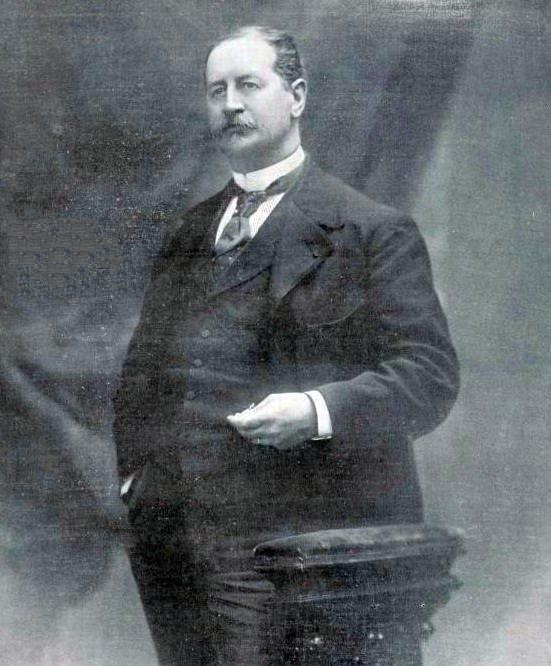
Daniel Mérillon, Delegado General de Deportes en las competiciones deportivas de la Exposición Universal de 1900.

Daniel Mérillon, antiguo diputado y presidente de la Union française des sociétés de tir, es nombrado delegado general de los «Concours d'exercices physiques et de sports», asistido por cinco delegados adjuntos. La organización de las competiciones deportivas corre a cargo de una comisión superior de unos treinta miembros presidida por el profesor Octave Gréard y de doce comités con un total de unos 700 miembros que se encargan de elaborar el programa de las competiciones en sus respectivas secciones. También se nombran unos 530 miembros de los jurados en las pruebas, 130 de los cuales eran extranjeros. La organización de las competiciones se delega por contrato en las federaciones deportivas de cada uno de los deportes. Pierre de Coubertin, Presidente del COI, es uno de los vicepresidentes de la sección «Juegos atléticos».
El objetivo de las competiciones deportivas pretendía fundamentalmente «dar un gran impulso a las iniciativas destinadas a mejorar la fuerza física y moral del país, demostrando a través de competiciones internacionales la importancia y utilidad de estos ejercicios y dándoles una gran publicidad», así como «poner de relieve los progresos de la labor patriótica emprendida en favor de la educación física y de la juventud». Además de su papel en la educación y la promoción del deporte, el Comisario General de la Exposición, Alfred Picard, quiso dar un carácter científico a las competiciones deportivas, por lo que solicitó la creación del Comité de Higiene y Fisiología, dirigido por el doctor Étienne Jules Marey e integrado por unos cincuenta investigadores; este comité, que constituye la sección XIII del programa general, tiene como objetivos principales determinar los efectos de los distintos deportes en el cuerpo, observar sus mecanismos y descubrir las razones del excepcional rendimiento de los mejores atletas.

### Aspectos económicos
Los gastos de los distintos comités organizadores de las competiciones deportivas ascendieron a 1 780 620 francos-oro, de los cuales 953 448 corresponden a premios distribuidos a los participantes. De esta cantidad, 1 045 300 ₣ corresponden a subvenciones de la Exposición Universal. Los ingresos de las entradas a la Exposición fueron muy inferiores a los previstos: 59 059,60 ₣. Los demás gastos cubiertos por la Exposición ascendieron a 280 500 ₣ (150 000 para la construcción del velódromo y 80 000 para el parque aeronáutico). Los gastos de la Exposición destinados a la organización de competiciones deportivas fueron de unos 1 280 000 ₣. Sumando los 150 000 francos que la ciudad de París pagó por el velódromo a los gastos de los comités organizadores y de la Exposición, las competiciones deportivas costaron un total de unos 2,2 millones de francos.
Los 1 045 300 francos asignados a los comités organizadores de las competiciones deportivas representan alrededor del 1 % del presupuesto total de la Exposición Universal. Esta cantidad equivale aproximadamente a 2,5 millones de euros de 2006.

### Promoción

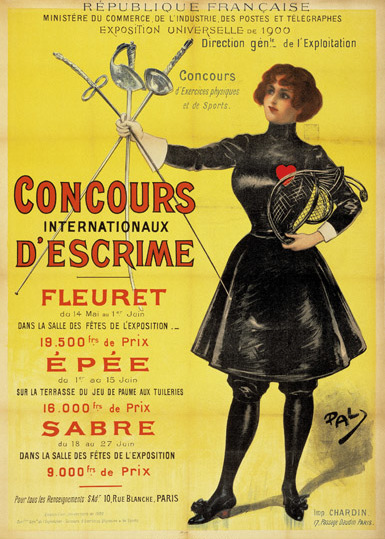
Uno de los carteles impresos con motivo de los Juegos Olímpicos de París de 1900, con el texto «Concours internationaux d'escrime». Posteriormente fue presentado por el COI como el póster oficial de estos Juegos Olímpicos.

No se diseñó ningún cartel genérico para promocionar las competiciones deportivas de la Exposición Universal, pero se crearon carteles para los diferentes deportes. Sin embargo éstos no hacen mención a los Juegos Olímpicos, que en 1900 eran casi desconocidos para el público. Un cartel que anunciaba las competiciones de esgrima, diseñado por el rumano Jean de Paleologue, fue adoptado posteriormente como cartel oficial de los Juegos Olímpicos de 1900; en él se representa a una esgrimidora, a pesar de que ninguna mujer participó en las pruebas de esgrima. Existen otros carteles para el atletismo, remo y gimnasia. El término «olímpico» tampoco aparece en los documentos oficiales. Las competiciones se agrupan bajo el nombre de «Concours internationaux physiques et de sports». Todo esto supuso que muchos atletas no fueron conscientes, algunos hasta su muerte, de que los eventos en los que compitieron formaban parte de los Juegos Olímpicos.
El 6 de mayo de 1900 la revista La Vie au grand air anunció en un número de 30 páginas el programa completo de las competiciones deportivas de la Exposición, indicando los medios de transporte disponibles para llegar a los lugares de competición desde París. La revista también publicó regularmente resúmenes y fotografías de las pruebas.

### Participación

#### Deportistas
Las competiciones deportivas de la Exposición Universal atrajeron a un total de 58 731 participantes, 1587 de los cuales eran extranjeros. Sin embargo, al hacer una relación de las pruebas que considera olímpicas en su libro The 1900 Olympic Games, el historiador estadounidense especialista en los Juegos Olímpicos Bill Mallon contabiliza 1222 participantes conocidos de un total estimado de 1588, entre los que se incluyen 22 mujeres; de estos 1222 atletas conocidos, 743 eran franceses. Según el Comité Olímpico Internacional (COI), 997 atletas (incluidas las 22 mujeres) participaron en los Juegos Olímpicos de 1900. Estos datos representan un aumento significativo con respecto a los Juegos Olímpicos de Atenas 1896, en los que participaron 241 personas, según las cifras del COI. De acuerdo con las decisiones tomadas en el I Congreso Olímpico, los participantes en los Juegos Olímpicos son amateur, con la excepción de los participantes en esgrima.

#### Participación de las mujeres

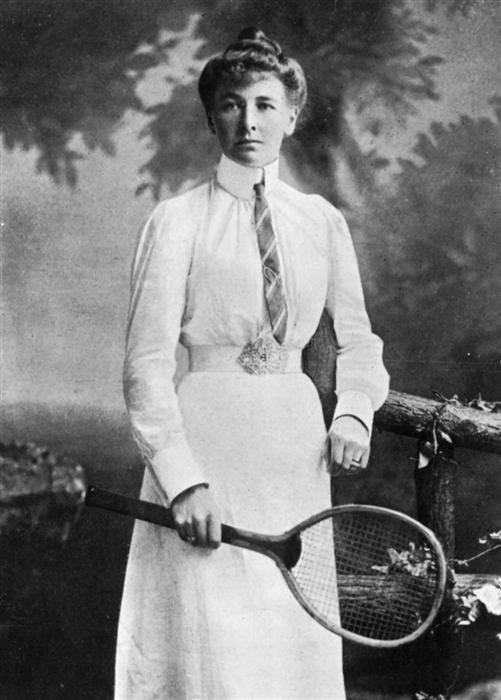
La tenista británica Charlotte Cooper, primera campeona olímpica en una prueba individual, fotografiada en 1900.

Las mujeres participaron por primera vez en los Juegos Olímpicos de 1900. Se celebran competiciones femeninas de golf y tenis y algunas mujeres participaron en pruebas mixtas de vela, croquet e hípica.
La condesa Hélène de Pourtalès, de doble nacionalidad suiza y estadounidense, ganó una regata con su marido Hermann de Pourtalès el 22 de mayo de 1900; el Comité Olímpico Internacional y diversos historiadores la consideran la primera mujer participante en los Juegos y la primera campeona olímpica de la historia. Sin embargo, Bill Mallon, basándose en el trabajo de investigación de Ian Buchanan, señala que su participación no está bien documentada y que puede que solo fuera la propietaria del barco, sin participar en la regata del 22 de mayo; en un artículo escrito en 1995, Mallon considera que Jeanne Filleul-Brohy y Marie Ohier, que participaron en las competiciones de croquet del 28 de junio, son las primeras participantes olímpicas, a las que hay que añadir a la Sra. Desprès, participante en las mismas competiciones de croquet, identificada como mujer por los historiadores de los Juegos Olímpicos tras la publicación de este artículo. En ese caso Charlotte Cooper, ganadora del torneo de tenis femenino en julio, sería la primera campeona olímpica; en cualquier caso Cooper sería la primera campeona olímpica en una prueba individual.
Pierre de Coubertin no estaba a favor de la participación de las mujeres en los Juegos Olímpicos. En 1928 escribió: «En cuanto a la participación de las mujeres en los Juegos, me sigo oponiendo. Es contra mi voluntad que han sido admitidas en un número cada vez mayor de pruebas.» El avance del deporte femenino también provocó la reacción de otras personalidades: el poeta Sully Prudhomme escribe que «aborrece todo lo que tiende a sustituir la fuerza por la gracia, la energía por la dulzura, hace frente a la espontaneidad en la niña y, en general, a todo lo que la mujer toma prestado a los hombres de cualidades viriles, las desnaturaliza y daña su encanto» y el escritor Émile Zola dice que está «muy a favor de todos los ejercicios físicos que puedan contribuir al desarrollo de la mujer, siempre y cuando no abusen de ellos».

#### Países participantes

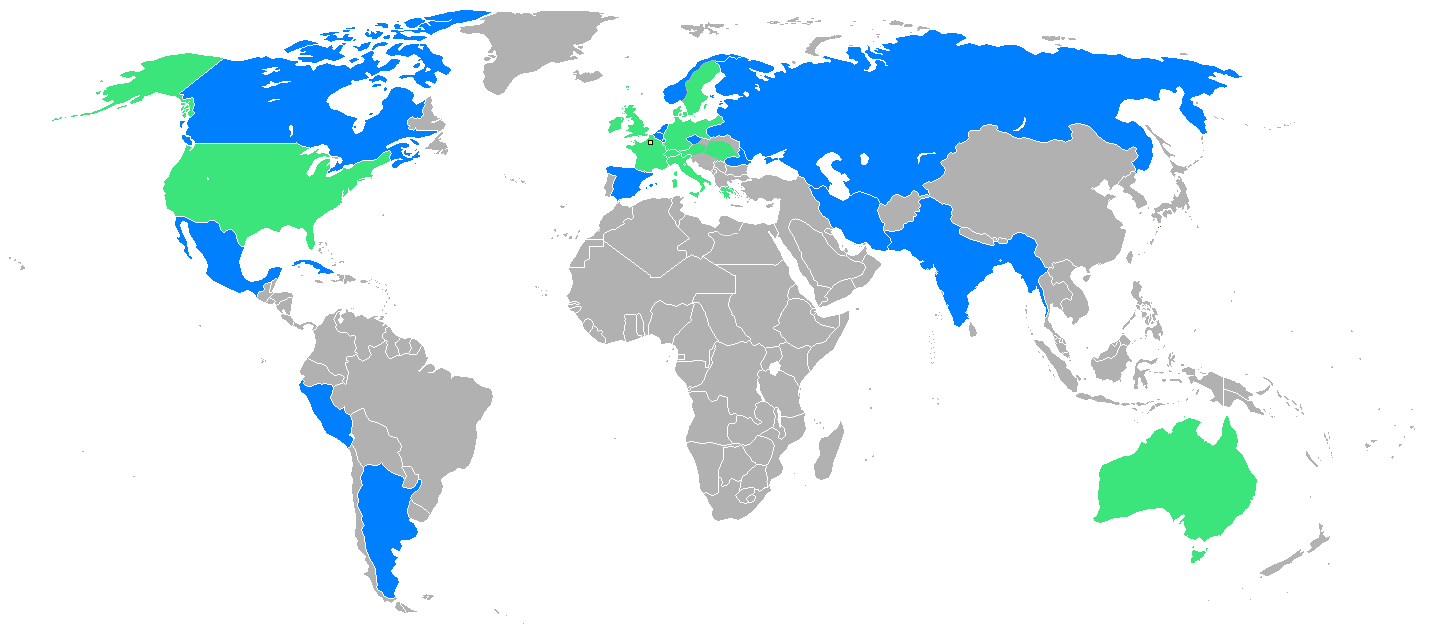
Países participantes en los Juegos de 1900
Países participantes por primera vez.
Países que ya habían participado.

Sin enumerarlos, el Comité Olímpico Internacional indica que 24 países participaron en los Juegos Olímpicos de 1900. Bill Mallon contabiliza la participación de 28 países en las pruebas olímpicas. Por su parte, André Drevon, autor del libro Les Jeux olympiques oubliés: Paris 1900, indica que 30 países participaron en las competiciones deportivas de la Exposición Universal. Según el COI, los atletas de los Juegos Olímpicos de Atenas 1896 procedían de 14 países diferentes.
Los 28 países identificados por Bill Mallon son los siguientes (el número entre paréntesis corresponde al número de atletas conocidos por cada país):
| - Alemania (75) - Argentina (1) - Australia (2) - Austria (13) - Bélgica (66) - Bohemia (7) - Canadá (2) - Cuba (1) - Dinamarca (13) - España (9) - Estados Unidos (73) - Francia (743) - Grecia (3) - Haití (1) |  | - Hungría (17) - India (1) - Irán (1) - Italia (25) - Luxemburgo (1) - México (4) - Países Bajos (29) - Noruega (7) - Perú (1) - Reino Unido (96) - Rumanía (1) - Rusia (4) - Suecia (10) - Suiza (16) |

Los dos países adicionales indicados por André Drevon son Portugal, que participó en pruebas de salvamento que Mallon no reconoce como olímpicas, y Nueva Zelanda, que compitió en pruebas de natación según Drevon pero no según Mallon.
Atletas de otros dos países participaron en las competiciones olímpicas de 1900. Adolphe Klingelhoeffer, nacido en Francia, representó al país en las pruebas de atletismo, pero era de nacionalidad brasileña en el momento de la celebración de los Juegos. Francisco Henríquez de Zubiría, también nacido en Francia pero de nacionalidad colombiana en 1900, formó parte de la selección francesa de tira y afloja.
Los atletas de naciones que todavía no habían alcanzado la independencia en 1900 representaban a otro país: gimnastas argelinos compitieron por Francia, atletas irlandeses formaban parte de equipos británicos en varios deportes, y el esgrimista croata Milan Neralić representaba a Austria.

### Programa
Las competiciones se distribuyeron durante el desarrollo de la Exposición, del 14 de mayo al 28 de octubre. El siguiente programa, descrito por la organización como «completo y notablemente interesante», fue adoptado por la Comisión Superior de Ejercicios Físicos y Deportes en su reunión del 10 de marzo de 1900:
- Sección I - Juegos atléticos: carreras a pie y competiciones atléticas, football rugby, football association, hockey, críquet, lawn-tennis, croquet, juegos de bolas, béisbol, lacrosse canadiense, palma larga, balle au tamis, palma corta, juegos de golf, pelota vasca.
- Sección II - Gimnasia: XXVI Festival Federal de la Unión de Sociedades de Gimnasia de Francia, competición-festival de la Asociación de Sociedades de Gimnasia del Sena, campeonato internacional de gimnasia.
- Sección III - Esgrima: competición de florete, competición de espada, competición de sable.
- Sección IV - Tiro: Tiro al blanco, foso olímpico, tiro de pichón, tiro con arco y ballesta, tiro con cañón.
- Sección V - Deporte ecuestre: competiciones de hípica, polo.
- Sección VI - Ciclismo: carreras ciclistas.
- Sección VII - Automovilismo: competiciones de turismos, competiciones de motociclos, carreras de velocidad, competiciones de coches de punto y de reparto, competiciones de camiones ligeros, competiciones de camiones pesados.
- Sección VIII - Deportes náuticos: regatas de remo, competiciones de navegación a vela, competiciones de motonáutica, competiciones de natación, competiciones de pesca con caña.
- Sección IX - Salvamento: competición de operación de bombas contra incendios, competición de rescate acuático, competición de primeros auxilios para civiles y militares heridos.
- Sección X - Aerostación: competición de globos (veinticuatro competiciones de diversa naturaleza: duración, altitud, distancia), competición de colombofilia.
- Sección XI - Ejercicios militares preparatorios: festivales y competiciones de ejercicios militares preparatorios.
- Sección XII - Competiciones escolares: Juegos atléticos escolares, remo escolar, gimnasia escolar, festival de las escuelas comunales de la ciudad de París, competición de florete intercolegial, campeonato de tiro de las escuelas superiores, campeonato de tiro de los liceos y collèges, campeonato de tiro de las escuelas primarias.

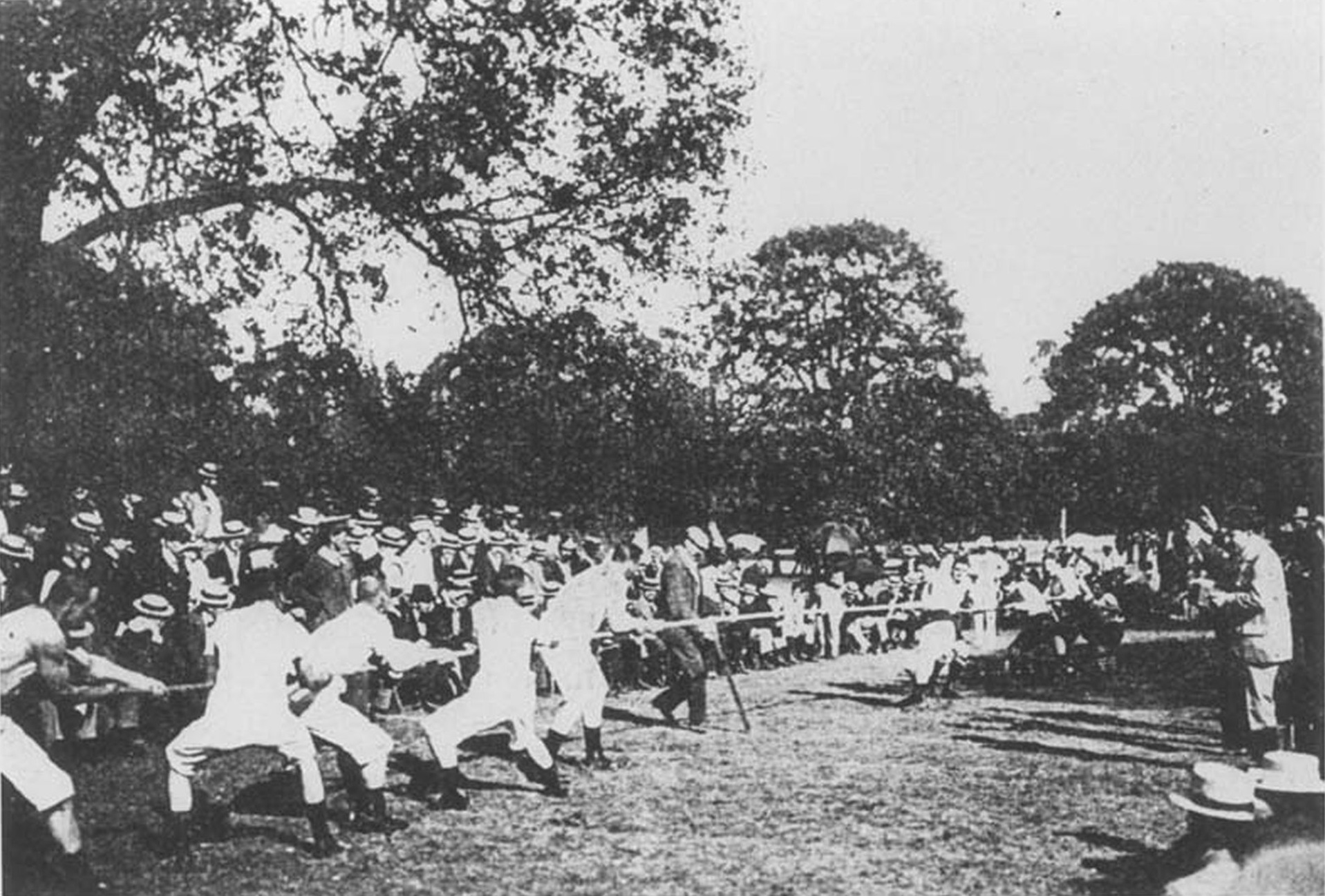
Equipo combinado sueco/danés frente a Francia en la final de la competición de tira y afloja.

Se excluyeron numerosas competiciones propuestas en la Sección I: el patinaje, poco practicado en París, la halterofilia «monopolizada por profesionales», la marcha que «no reúne las características de una competición de juegos atléticos» y el boxeo, el bastón de combate y la lucha debido a su peligrosidad y a su «carácter demasiado teatral». Cuatro competiciones no se disputaron por falta de participantes: el hockey, el crosse (una antigua variante del soule), el balle au tamis y la palma corta. El torneo de béisbol tampoco tiene lugar, pero se juega un partido entre dos equipos estadounidenses el 20 de septiembre; se menciona en el informe de la delegación estadounidense, pero no en el informe de las competiciones deportivas de la Exposición.
Según André Drevon, se disputaron un total de 477 pruebas en 34 disciplinas, de las cuales tres se reservaron exclusivamente para los franceses (competiciones escolares, ejercicios militares y tiro con cañón). En siete disciplinas solo participaron competidores franceses y algunas pruebas de las disciplinas restantes estaban reservadas a franceses. El Comité Olímpico Internacional indica 95 pruebas, pero la lista de resultados olímpicos disponible en su página web solo muestra 85 pruebas para un total de 89 podios (dos finales para las de cuatro con timonel en remo, dos regatas para tres categorías en vela).
El COI nunca ha tomado una decisión formal sobre cuáles de las pruebas de 1900 reconoce como olímpicas. En su libro The 1900 Olympic Games, Bill Mallon hace una relación de las pruebas que considera olímpicas con cinco criterios: las pruebas deben ser internacionales, sin hándicap, abiertas a todo el mundo (sin límite de edad o reservadas para principiantes, por ejemplo), sin vehículos motorizados y reservadas a los amateurs (excepto en la esgrima); aplicando estos criterios, seleccionó 89 pruebas para un total de 95 podios (dos finales para los cuatro con timonel en remo, dos regatas para cinco categorías en vela). Tanto el COI como Mallon reconocen 19 deportes olímpicos y 20 disciplinas, tres de los cuales hicieron su única aparición en los Juegos Olímpicos: pelota vasca, críquet y croquet.

### Premios
Se entregaron premios por un total de 953 448 francos a los participantes en las competiciones deportivas de la Exposición. Por lo general se entregaron objetos artísticos a los mejores atletas amateurs y premios en metálico a los profesionales. También se distribuyeron medallas y placas, en especial la plaqueta de los Deportes en vermeil, plata o bronce grabada por Frédéric de Vernon; un lado de esta plaqueta representa a un atleta en un podio sosteniendo en la mano una rama de laurel con la Acrópolis de Atenas al fondo y el otro lado una diosa alada sosteniendo ramas de laurel con los monumentos de la Exposición Universal al fondo.

## Sedes
El centro de la ciudad de París no era suficiente para albergar toda la Exposición Universal, por lo que se proyectó un segundo complejo en el bosque de Vincennes, en particular con los pabellones del automóvil y del ciclismo y los emplazamientos de las pruebas deportivas. Se comunicaba con la línea 1 del metro de París, que abrió sus puertas en julio de 1900. La única instalación deportiva ya existente en este lugar era un antiguo velódromo que se destinó a las competiciones de tiro con arco. El acondicionamiento y equipación de los emplazamientos necesarios para albergar todas las competiciones deportivas «conllevaría elevados costes de construcción y no cumpliría el objetivo perseguido.» Así pues, el proyecto se modificó y las competiciones se distribuyeron por la región parisina, y en otros lugares de Francia para las competiciones de golf y vela.

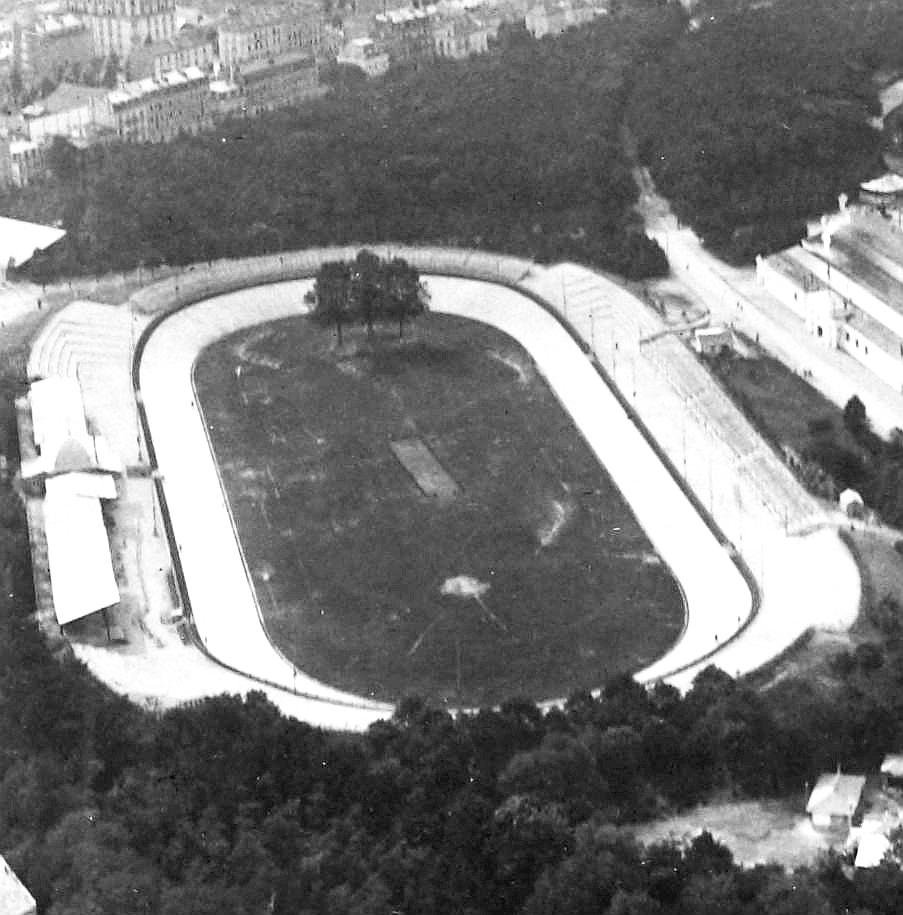
Velódromo de Vincennes.

Aunque se repartieron las sedes de diversas pruebas, la mayoría se celebró en el bosque de Vincennes. Como el ciclismo era uno de los deportes más populares de la época, se construyó un nuevo velódromo con capacidad para 4000 espectadores, con un coste de 300 000 ₣, repartido a partes iguales entre la Exposición y la ciudad de París, que ya tenía proyectado la construcción de un velódromo. Esta instalación albergó las competiciones de ciclismo, gimnasia, críquet, fútbol y rugby. En el bosque de Vincennes también se celebraron competiciones de automovilismo, tiro con cañón, colombofilia, salvamento y globos aerostáticos, sobre todo en los alrededores del lago Daumesnil.
Las pruebas de atletismo se disputaron en el estadio Croix-Catelan del bosque de Boulogne, en los terrenos del Racing Club de France. Se instalaron dos tribunas de 600 asientos a lo largo de las calles trazadas con cal sobre el césped. Durante las pruebas de lanzamiento, los atletas estaban obstaculizados por los árboles que rodeaban el campo. En el bosque de Boulogne también se disputaron competiciones de tira y afloja, polo, croquet y tiro de pichón. Algunas pruebas se realizaron en el centro de París: competiciones de hípica en la plaza de Breteuil, donde se construyó un hipódromo temporal, de esgrima repartidas entre la sala de festivales de la Exposición en el Campo de Marte y el jardín de las Tullerías, la palma larga en los jardines de Luxemburgo y ejercicios militares en la place du Carrousel.
Los deportes náuticos se desarrollaron a lo largo del río Sena: pesca con caña en la île aux Cygnes, remo, natación, waterpolo y salvamento acuático entre Asnières y Courbevoie, motonáutica en Argenteuil y vela en Meulan. Para las embarcaciones de más de 10 toneladas, las regatas se disputaron en el mar a lo largo de la costa de El Havre.
El torneo de tenis tuvo lugar en los terrenos de la Société de sports de l'île de Puteaux y el de pelota vasca en los terrenos de la Société du Jeu de pelote en Neuilly-sur-Seine. Las competiciones de tiro se celebraron en el campo militar de Satory en Versalles, en un terreno proporcionado por el ejército. Por último, los torneos de golf se disputaron en el campo de golf de Compiègne, en el departamento de Oise, ya que no había disponible ninguno más cerca de París.
| Velódromo de Vincennes Antiguo velódromo (tiro con arco) Lago Daumesnil Croix-Catelan (atletismo) Bosque de Boulogne Campo de Marte (esgrima) Jardín de las Tullerías (esgrima) Jardines de Luxemburgo (palma larga) Place du Carrousel (ejercicios militares) El Sena entre Asnières y Courbevoie (remo, natación y waterpolo) Neuilly (pelota vasca) Île de Puteaux (tenis) Plaza de Breteuil (hípica) Île aux Cygnes (pesca con caña) |

## Desarrollo
Las competiciones deportivas de la Exposición Universal se celebraron del 14 de mayo al 28 de octubre de 1900. No se celebró ninguna ceremonia oficial de apertura o clausura de las pruebas, pero el ministro Alexandre Millerand hizo mención a las competiciones deportivas durante la ceremonia de clausura de la Exposición.

### Deportes

#### Deportes oficiales
- Atletismo (23)
- Ciclismo en pista (3)
- Críquet (nuevo) (1)
- Croquet (nuevo) (3)
- Ecuestre (nuevo) (5)
- Esgrima (7)
- Fútbol (nuevo) (1)
- Gimnasia artística (1)
- Golf (nuevo) (2)
- Natación (7)
- Pelota vasca (nuevo) (1)
- Polo (nuevo) (1)
- Remo (nuevo) (5)
- Rugby (nuevo) (1)
- Tenis (4)
- Tira y afloja (nuevo) (1)
- Tiro (8)
- Tiro con arco (nuevo) (7)
- Vela (nuevo) (13)
- Waterpolo (nuevo) (1)

#### Deportes de exhibición
- Automovilismo (2)
- Bolas (2)
- Colombofilia (1)
- Globo aerostático (4)
- Juego de palma (1)
- Motonáutica (4)
- Palma larga (2)
- Pesca con caña (1)
- Salvamento y Socorrismo (3)
- Tiro con cañón (3)

#### Atletismo

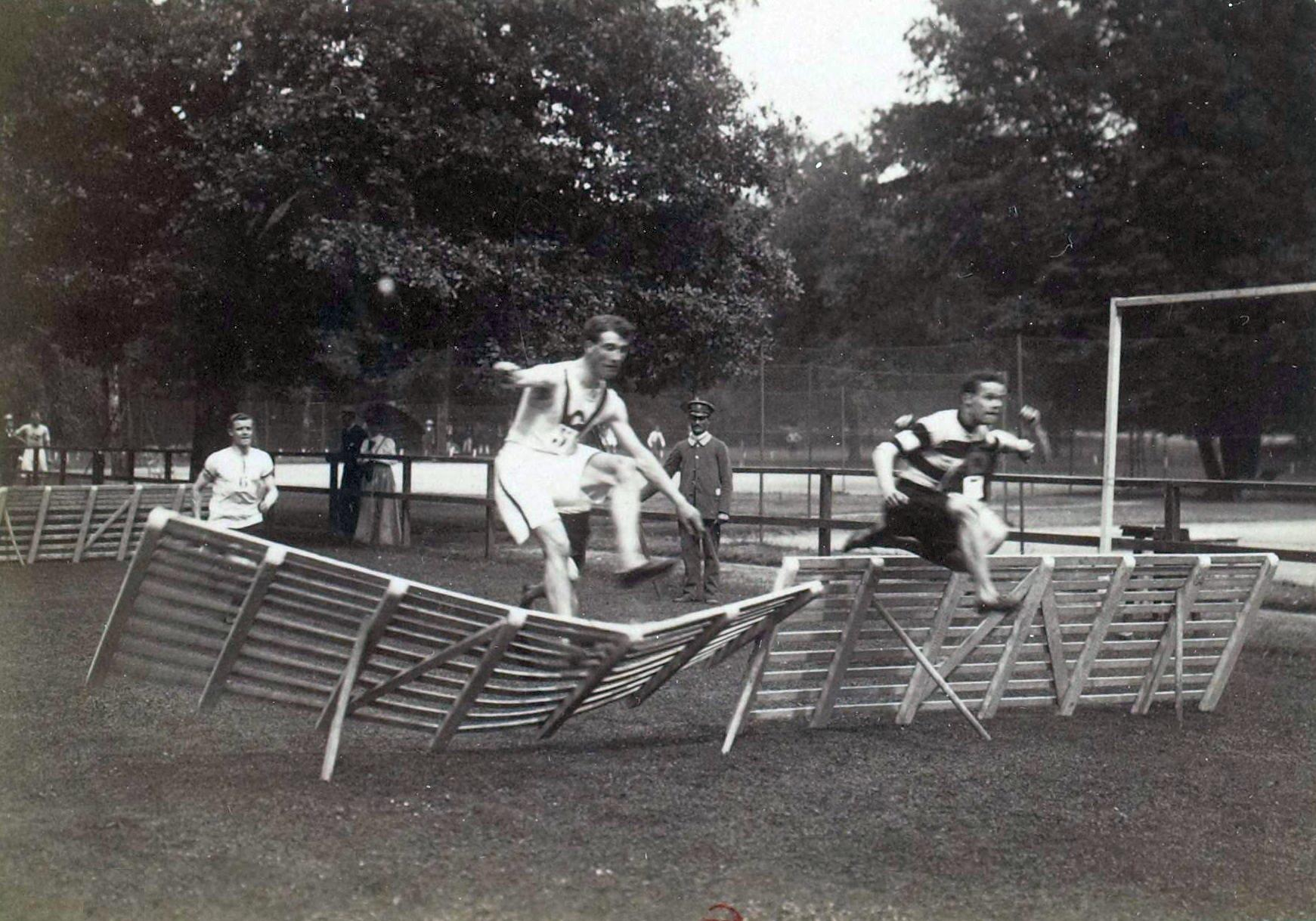
Barreras de madera utilizadas en la prueba de 110 metros vallas.

Las pruebas de atletismo fueron las únicas que se divulgaron como pruebas olímpicas en el extranjero. Denominadas «Campeonatos del Mundo» en el informe oficial, tuvieron lugar el 1 de julio, el 5 de julio y el 5 de agosto para los profesionales y unos cinco días entre el 14 y el 22 de julio para los amateurs. Se disputaron en el estadio Croix-Catelan en el bosque  de Boulogne, en los terrenos del Racing Club de France. Las carreras se desarrollaron en una pista de hierba de 500 metros en la que había agujeros y baches. El comité organizador estima que asistieron entre 2000 espectadores, muchos de ellos estadounidenses. En total, más de 700 atletas, entre ellos unos 200 extranjeros (la mitad de ellos estadounidenses), participaron en las competiciones. Los amateurs compitieron en 24 pruebas sin hándicap y 12 con hándicap y los profesionales en diez pruebas (siete carreras, salto de altura y de longitud y lanzamiento de peso). Contando los participantes en pruebas de amateurs sin hándicap, considerados olímpicos, Bill Mallon contabiliza 115 participantes de 16 países.

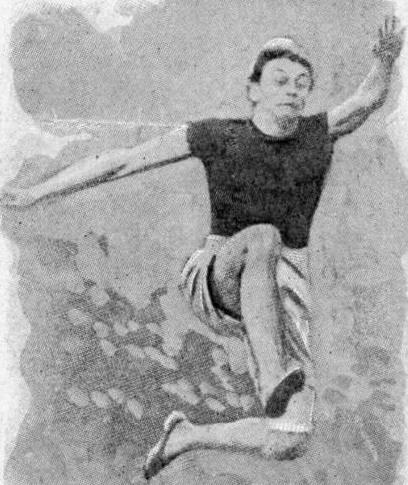
Alvin Kraenzlein, ganador de cuatro pruebas, durante la de salto de longitud.

Las competiciones de amateurs estuvieron dominadas mayoritariamente por los estadounidenses. Alvin Kraenzlein, campeón amateur de los Estados Unidos en tres pruebas en 1899 y plusmarquista mundial de salto de longitud, compitió en ocho pruebas en tres días. Ganó los 60 metros en 7 segundos, una décima por delante de su compatriota Walter Tewksbury. En las series de 110 metros vallas, batió el récord mundial con un tiempo de 15,6 segundos y ganó la final en 15,4 segundos por delante de sus compatriotas John McLean y Frederick Moloney. También ganó los 200 metros vallas por delante de Norman Pritchard (India británica) y Walter Tewksbury. Kraenzlein fue el único que superó con facilidad las vallas; se le considera el inventor de la técnica moderna de salto de vallas. El 14 de julio el estadounidense Meyer Prinstein ganó las clasificatorias de salto de longitud con un salto de 7,17 metros. La final estaba programada para el domingo 15 de julio y varias universidades estadounidenses vinculadas a la Iglesia metodista que prohíben a sus atletas competir el domingo pidieron a los organizadores que la cambiaran de fecha; tras la negativa de los franceses, los atletas estadounidenses acordaron no competir en la final. Prinstein, de religión judía, también acepta. Sin embargo, Alvin Kraenzlein participó en la final y superó por un centímetro el salto de Prinstein, obteniendo así su cuarta victoria. Aunque no participó en la final, los organizadores le otorgan el segundo puesto a Prinstein, quien se siente traicionado por su compatriota. Al día siguiente, Prinstein ganó la prueba de triple salto frente al campeón olímpico James Connolly. Tras la celebración de los Juegos de 2020, Alvin Kraenzlein sigue siendo el único atleta que ha ganado cuatro títulos individuales de atletismo en una misma edición de los Juegos Olímpicos.
El gran favorito en los 100 metros era el estadounidense Arthur Duffey, que había vencido a sus principales rivales Frank Jarvis y Walter Tewksbury en una carrera celebrada una semana antes. Aunque nunca habían corrido en una pista de hierba, Jarvis y Tewksbury igualaron el récord mundial de 10,8 segundos durante las series clasificatorias, mientras que Duffey ganaba sus series pero aparentemente se reservaba. En la final, Duffey disponía ya de una sólida ventaja a mitad de carrera pero, probablemente debido a un esguince, se hundió poco después permitiendo que Jarvis venciera por delante de Tewksbury; el australiano Stan Rowley obtuvo el tercer puesto. Aunque los estadounidenses no estaban acostumbrados a competir en esta prueba, Tewksbury ganó los 400 metros vallas por delante del francés Henri Tauzin, que se mantenía invicto hasta ese momento. Con su segundo puesto en los 60 metros y tercero en los 200 metros vallas, Tewksbury ganó su quinta medalla al ganar la carrera de 200 metros por delante de Norman Pritchard. Con el aliento de los espectadores franceses que confundieron su uniforme azul y blanco de la Universidad de Columbia con el del Racing Club de France, el estadounidense Maxie Long ganó la prueba de 400 metros, en la que tres de sus compatriotas no compitieron en la final, que se disputó un domingo, por motivos religiosos.

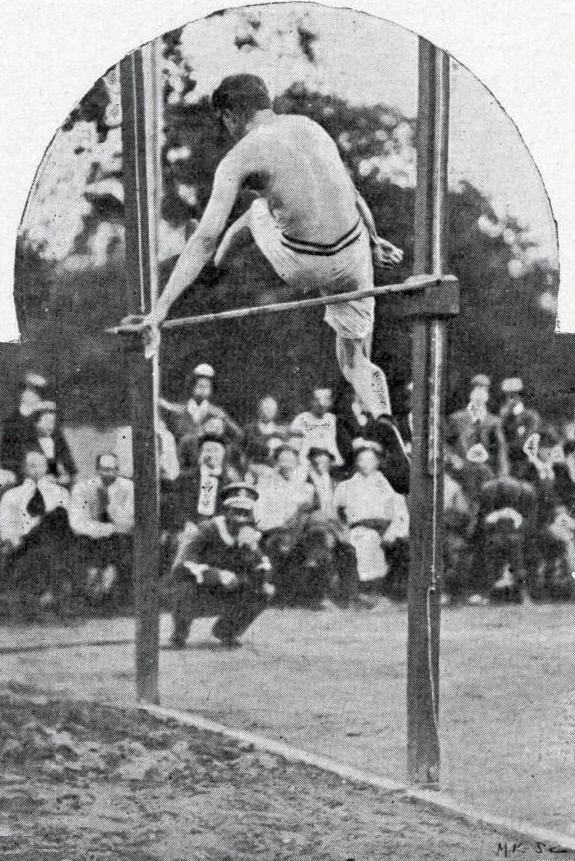
El estadounidense Ray Ewry, ganador de tres pruebas, en la de salto de altura sin impulso.

El estadounidense Ray Ewry perdió el uso de las piernas entre los 12 y los 17 años, víctima de la polio. En París, con 27 años de edad, ganó los tres primeros de los ocho títulos olímpicos de su carrera deportiva. Primero ganó el salto de altura sin impulso, batiendo el récord mundial con un salto de 1,65 metros, por delante de su compatriota Irving Baxter, de ascendencia sioux. Luego ganó el salto de longitud sin impulso con 3,21 metros, también por delante de Baxter. Finalmente, logró alcanzar los 10,58 metros en el triple salto sin impulso, una vez más por delante de Baxter. Tras esta actuación, el público parisino lo apodó «l'homme caoutchouc» (el hombre de goma). La competición de salto con pértiga fue muy confusa: tres de los mejores saltadores estadounidenses no querían que la prueba se celebrara un domingo. Dos de ellos, Charles Dvorak y Bascom Johnson, se presentaron a la competición, pero se marcharon porque se les dijo que se había pospuesto; los jueces cambiaron de opinión y la prueba se llevó a cabo sin ellos, pero con Baxter, todavía presente tras de ganar el salto de altura. Baxter gana el salto con pértiga por delante de su compatriota Meredith Colket. Los estadounidenses protestan y se organizan otras dos pruebas, pero los resultados finales no se modifican. Irving Baxter consigue un total de cinco medallas.
Los británicos dominaron las carreras de media y larga distancia: Alfred Tysoe ganó los 800 metros en 2 min 1 s 2 ds, mientras que el estadounidense David Hall, que había corrido en 1 min 59 s en la serie de clasificación, terminó tercero. Charles Bennett batió el récord del mundo al completar los 1500 metros en 4 min 6 s 2 ds, seguido por el francés Henri Deloge y el estadounidense John Bray. George Orton, paralizado hasta los 12 años tras caerse de un árbol, ganó los 2500 metros obstáculos 45 minutos después de terminar tercero en los 400 metros de vallas; el británico Sidney Robinson y el francés Jean Chastanié, que lideraron la mayor parte de la carrera, terminaron segundo y tercero. Con su victoria, Orton se convirtió en el primer medallista olímpico canadiense. El británico John Rimmer se impuso en los 4000 metros obstáculos, por delante de sus compatriotas Charles Bennett y Sidney Robinson, después de liderar la carrera de principio a fin. La prueba de 5000 metros por equipos, en la que los estadounidenses no participan porque la carrera tiene lugar un domingo, es ganada por los británicos por delante de los franceses. El australiano Stan Rowley, tres veces medalla de bronce en sprint, competía con los británicos, a los que les faltaban un atleta, pero su resultado no se tuvo en cuenta ya que solo se contabilizaban los cuatro mejores tiempos de cada equipo.
El húngaro Rudolf Bauer ganó el lanzamiento de disco, con el checo František Janda-Suk que competía por Bohemia y el estadounidense Richard Sheldon en el segundo y tercer puesto; la zona de impacto del disco estaba situada entre dos filas de árboles, lo que aumentaba la dificultad de la prueba. En el lanzamiento de martillo el problema era un roble en la zona de lanzamiento que molestaba a los atletas. El estadounidense John Flanagan, plusmarquista mundial, tuvo que esperar a su cuarto intento para situarse en primer lugar, por delante de dos compatriotas. Los estadounidenses también consiguieron las tres medallas en el lanzamiento de peso, con Richard Sheldon en el primer puesto con un lanzamiento de 13,80 metros.

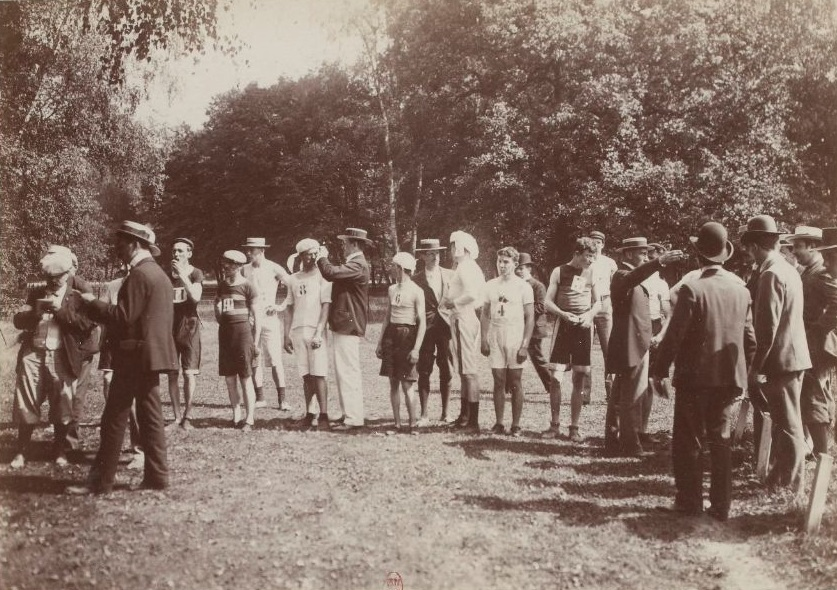
Salida del maratón.

La salida y la llegada del maratón se realizan en el estado de La Croix-Catelan y el recorrido de 40,260 kilómetros transcurre a lo largo de las murallas de París. La salida de los competidores es a media tarde, con una temperatura de 39 grados; en algunos puntos del recorrido los participantes en la prueba tienen que correr entre coches, ciclistas, tranvías, carros, transeúntes y rebaños de ovejas y vacas conducidos a los mataderos de La Villette. Los cinco competidores franceses conocían el recorrido, pero el sueco Ernst Fast, que partía como uno de los favoritos, es desorientado por un policía en la puerta de Passy cuando iba en cabeza y se queda atrás; otro de los favoritos, el francés Georges Touquet-Daunis, se detiene en un café a los 12 kilómetros y, tras unas cervezas, anuncia que no sigue a causa del calor. Solo siete de los trece competidores terminaron la carrera. La prueba la ganó el luxemburgués Michel Théato con un tiempo de 2 h 59 min 45 s, seguido por el francés Émile Champion y Ernst Fast. Los británicos y estadounidenses acusaron a Théato de tomar atajos y ser escoltado.

#### Ciclismo en pista

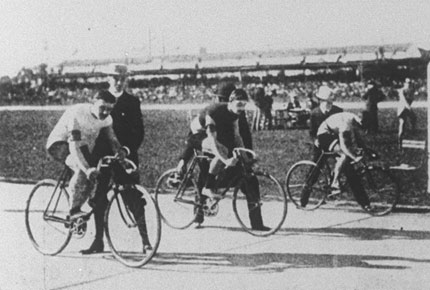
Final de la prueba de velocidad.

Las pruebas ciclistas, denominadas por la organización  «courses vélocipédiques» (carreras velocipédicas), se disputaron en el velódromo de Vincennes entre el 9 y el 16 de septiembre. Las carreras profesionales de este deporte tan popular en aquella época incluían, entre otras, las pruebas de 1000 metros, 2000 metros, 100 kilómetros, 100 millas (160 kilómetros) y el Bol d'Or, prueba de resistencia en pista de una duración de 24 horas. Maurice Garin, que posteriormente sería el ganador del primer Tour de Francia en 1903, terminó tercero en el Bol d'Or. Tres carreras estaban destinadas a los amateurs y, por lo tanto, se consideran olímpicas: velocidad individual, carrera por puntos y 25 kilómetros. De acuerdo con Bill Mallon participaron 72 ciclistas (59 de ellos franceses) de seis países.
La prueba de velocidad consistió en cuatro vueltas de competición sobre una distancia de 1000 metros. El francés Albert Taillandier ganó la final con un tiempo de 2 h 52 min por delante de su compatriota Fernand Sanz y del estadounidense John Henry Lake, segundo en el Campeonato Mundial de Ciclismo en Pista de 1900 celebrado en París en agosto. La carrera por puntos se desarrollaba sobre una distancia total de 5 kilómetros y los puntos se asignaban a los tres primeros clasificados en cada vuelta. El italiano Enrico Brusoni venció en cinco de los diez sprints y ganó la carrera en 7 min 9 s con 21 puntos, por delante del alemán Karl Duill y del francés Louis Trousselier (con 9 puntos cada uno). Trousselier ganó posteriormente el Tour de Francia de 1905. Louis Bastien, campeón del mundo de 100 kilómetros y favorito en 25, ganó con facilidad la carrera en 25 min 36 s 2 ds, por delante del británico Lloyd Hildebrand y el francés Auguste Daumain.

#### Críquet

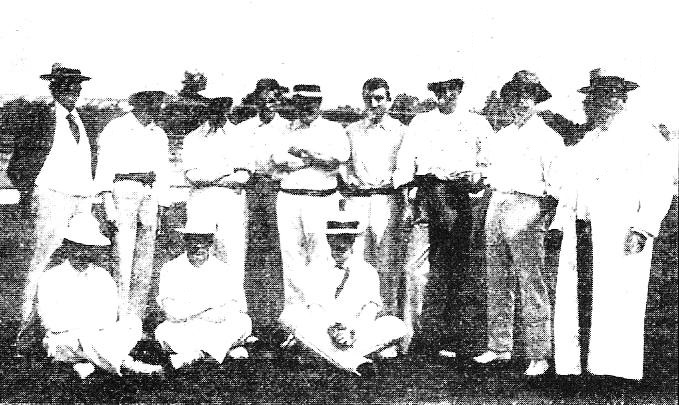
Equipo francés de críquet.

El críquet formaba parte del programa de los Juegos Olímpicos de Atenas 1896, pero la prueba se canceló por falta de participantes. En 1900 se programaron tres partidos: Francia-Bélgica, Francia-Países Bajos y Francia-Reino Unido. Solo se disputó el tercero de ellos porque los neerlandeses no pudieron encontrar suficientes jugadores y los belgas no enviaron un equipo. Este encuentro, el único en la historia del críquet en los Juegos Olímpicos, tuvo lugar los días 19 y 20 de agosto en el velódromo de Vincennes. Reino Unido estuvo representada por los Devon & Somerset Wanderers y Francia por doce jugadores seleccionados entre dos clubes miembros de la Union des sociétés françaises de sports athlétiques, la mayoría de los cuales eran británicos expatriados en Francia. Este deporte, poco popular en Francia y descrito por la revista La Vie au grand air como «incomprensible para los no iniciados», atrajo a muy pocos espectadores. Las puntuaciones fueron: 117 y 145/5 para Reino Unido, 78 y 26 para Francia, por lo que los británicos ganaron con claridad con una diferencia de 158 carreras.

#### Croquet

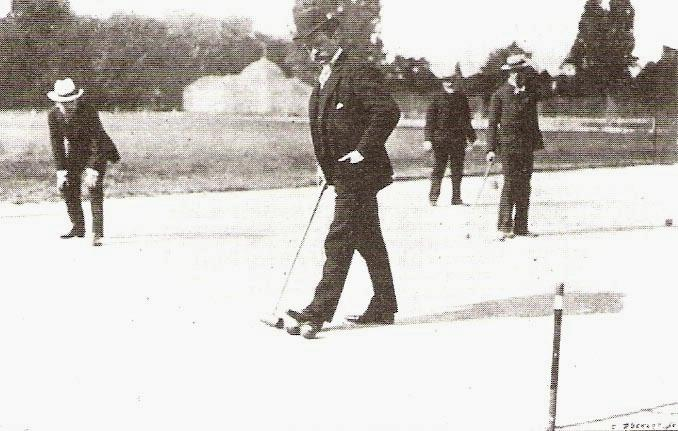
Competición de croquet.

Las competiciones de croquet se disputaron los fines de semana entre el 24 de junio y el 15 de agosto en una zona de césped conocido como la pelouse de Madrid en el bosque de Boulogne. Este programa semanal desanimó a los jugadores de provincias y extranjeros a participar en la competición; solo participan una docena de parisinos (incluidas tres mujeres). Un aficionado inglés, probablemente el único espectador de pago, viajó desde Niza para asistir al primer encuentro.
Se disputaron cuatro pruebas con participación mixta: el campeonato individual, 1 bola; el individual, 2 bolas; el dobles y el hándicap individual a dos bolas. Los tres primeros se consideran olímpicos. La prueba a una bola se disputó por rondas eliminatorias; la ganó Gaston Aumoitte, por delante de Georges Johin y Chrétien Waydelich. Waydelich ganó la competición de dos bolas, por delante de Maurice Vignerot, ganador de la prueba con hándicap, y Jacques Sautereau. Solo se conocen los nombres de los ganadores del campeonato de dobles, que fueron los dos primeros del campeonato a una bola, Gaston Aumoitte y Georges Johin.
Fue la única aparición de este deporte en unos Juegos Olímpicos, aunque el roque, una variante estadounidense del croquet, formó parte del programa en los Juegos de 1904.

#### Ecuestre

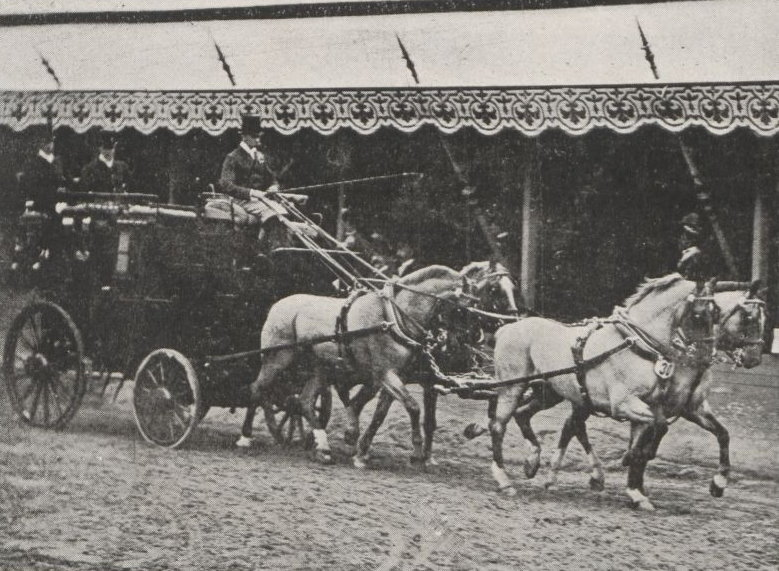
Carruaje de cuatro caballos durante la prueba de enganche.

Las pruebas ecuestres se disputaron del 29 de mayo al 2 de junio organizados por la Société Hippique Française en la plaza de Breteuil de París, donde se construyó un hipódromo temporal. Se disputan cinco pruebas: salto de obstáculos, salto alto y salto largo, reconocidos por el COI, así como enganche con cuatro caballos y el premio internacional de caballos de monta, pruebas no reconocidas por el COI, pero consideradas olímpicas por Bill Mallon y David Wallechinsky. Según Mallon, 48 competidores (incluida una mujer) de ocho países participaron en las competiciones. Reino Unido no estuvo representado porque sus jinetes participaban en la segunda guerra bóer.
La prueba de salto consiste en un recorrido de 850 metros con 22 obstáculos, entre los que se encuentran un doble salto, un triple salto y una ría de 4 m de ancho. Tres jinetes completan el recorrido sin penalizaciones y los puestos se deciden por tiempo: el oficial lancero belga Aimé Haegeman con su caballo Benton II ganan la competición, mientras que el también belga Georges Van Der Poele con Windsor Squire es segundo y el teniente instructor de caballería francés Louis de Champsavin con su yegua Terpsichore es tercero. Las pruebas de salto largo y salto alto se incluyeron por primera y única vez en el programa de unos Juegos Olímpicos. La prueba de salto largo se realizó sobre una ría; el oficial belga Constant van Langhendonck con su yegua Extra Dry consiguió el primer puesto con un salto de 6,10 m, por delante del conde italiano Giovanni Giorgio Trissino sobre su caballo Oreste que queda segundo con 5,70 m y el francés Camille de La Forgue de Bellegarde con Tolla es tercero con 5,30 m. En el salto alto dos jinetes superan la barra de 1,85 m y comparten el primer puesto: el francés Dominique Gardères con su caballo Canella y Gian Giorgio Trissino sobre Oreste; el belga Georges van der Poele con Ludlow obtiene el tercer puesto con un salto de 1,70 m.
El premio internacional de caballos de monta, en el que los caballos pasan delante del jurado a diferentes trotes y se valoran por su aspecto y aire, lo ganan el príncipe Louis-Napoléon Murat y su purasangre inglés General; el segundo premio fue para el conde Henry de Robien y su yegua Ritournelle, mientras que el conde Robert de Montesquiou y su poni Grey Leg ganaron el tercer premio. La prueba de enganches ecuestres consistía en la presentación de coches tirados por cuatro caballos; los primeros premios se otorgaron a tres cuadrillas de un nivel muy similar en el siguiente orden: el belga Georges Nagelmackers y los franceses Léon Thome y Jean de Neuflize.

#### Esgrima

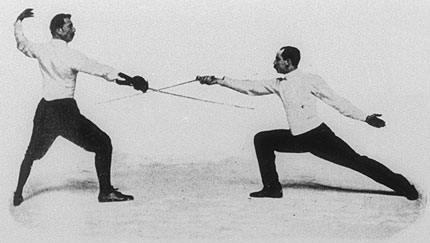
Enfrentamiento entre Italo Santelli (izq.) y Jean-Baptiste Mimiague en la prueba de florete para maestros.

Según las normas decididas en el I Congreso Olímpico de 1894, la esgrima era la única disciplina olímpica en la que podían participar los profesionales, por lo que las siete pruebas disputadas en esta edición de los Juegos se consideran olímpicas: una prueba amateur y una para maestros en cada arma (florete, espada y sable), y una final de espada entre los mejores maestros y amateurs. La esgrima era uno de los deportes más populares en Francia en ese momento y fue la disciplina olímpica con el mayor número de participantes en 1900: 258, de los cuales 47 eran extranjeros de 18 países.
Las competiciones de florete abrieron el programa de competiciones deportivas el 14 de mayo. Se disputaron en la sala de festivales de la Exposición en el Campo de Marte. En el torneo amateur, mediante unas series previas se clasificaron 8 de los 54 tiradores participantes para la final, en la que cada uno de ellos se debía enfrentar a los otros siete; el capitán Émile Coste ganó la competición con seis victorias, por delante de Henri Masson (con cinco) y Marcel Boulenger (cuatro). Durante la fase final del torneo de maestros, Lucien Mérignac y Alphonse Kirchhoffer consiguen seis victorias cada uno, por lo que juegan un duelo de desempate que gana Mérignac; Jean-Baptiste Mimiague terminó tercero.
Las competiciones de espada se celebran al aire libre, en la terraza de la Galería Nacional del Juego de Palma en el jardín de las Tullerías, o bajo carpas en días de lluvia. Tras las rondas eliminatorias, los tres mejores de cada una de las tres semifinales de la prueba amateur se debían enfrentar en un grupo final, donde Ramón Fonst, un cubano de 16 años que se crio en Francia, terminó empatado con Louis Perrée (dos victorias cada uno); después de un tocado de cada uno invalidado por el jurado, Fonst contrarrestó un ataque de Perrée y ganó el combate. El tercer puesto fue para Léon Sée. Albert Ayat, profesor de Fonst, ganó la competición de maestros por delante de Gilbert Bougnol y Henri Laurent. Los cuatro mejores amateurs y los cuatro mejores maestros se enfrentaron en un grupo final; la victoria es para Albert Ayat, seguido por su alumno Ramón Fonst y Léon Sée.
Las pruebas de sable se disputaron en la sala de festivales de la Exposición. Veintitrés tiradores, entre ellos trece extranjeros de siete países distintos, participaron en la competición amateur. El conde Georges de La Falaise fue el vencedor al imponerse en seis de sus siete enfrentamientos en la ronda final, por delante de Léon Thiébaut, que ganó cinco, con el austríaco Siegfried Flesch en tercer lugar. Dos italianos se hicieron con los dos primeros puestos en el torneo de maestros: Antonio Conte, profesor en París, e Italo Santelli, que impartía clases en Budapest; el austríaco Milan Neralić fue tercero.

#### Fútbol

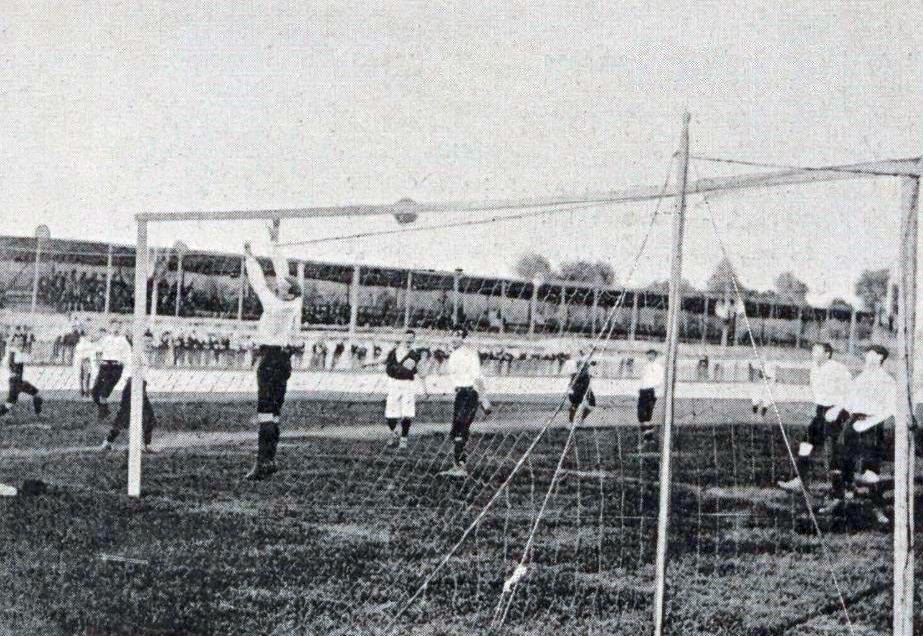
Partido entre el equipo francés y el británico.

Se habían previsto cuatro partidos de fútbol (deporte que entonces se denominaba «fútbol asociación») sobre el césped del velódromo de Vincennes: un equipo francés debería jugar sucesivamente contra un equipo suizo, uno belga, uno alemán y uno inglés, pero finalmente solo se disputaron dos partidos porque Suiza y Alemania no enviaron un equipo a París. La USFSA eligió al Club Français, campeón de París, para representar a Francia, que se enfrentó ante 500 espectadores al Upton Park Football Club, que representaba a Reino Unido; los británicos ganaron el partido por 4-0, con dos goles marcados por J. Nicholas antes de su retirada por un esguince de tobillo. Bélgica estaba representada por una selección de estudiantes de diferentes universidades del país, la mayoría de los cuales jugaban juntos por primera vez. El Club Français venció a la selección belga por 6-2 ante 1500 espectadores. En el informe sobre las competiciones deportivas de la Exposición no figura ninguna clasificación relativa a los partidos de fútbol, sin embargo posteriormente se estableció un podio olímpico: el equipo británico fue considerado el campeón por delante del francés y de la selección belga (que también incluía a un jugador británico).

#### Gimnasia artística

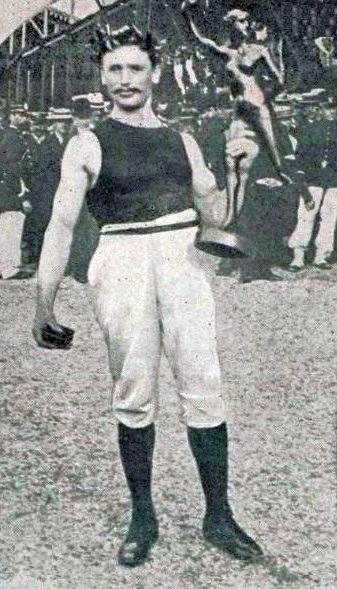
Gustave Sandras, campeón olímpico de gimnasia, con su trofeo.

Las competiciones de gimnasia se celebraron en el velódromo de Vincennes. El XXVI Festival Federal de la Unión de Sociedades de Gimnasia de Francia reunió a 8050 participantes los días 3 y 4 de junio. El 3 de junio tiene lugar un desfile de gimnastas en el velódromo. El Championnat international tiene lugar los días 29 y 30 de julio y la competición de la Asociación de Sociedades de Gimnasia del Sena se disputa el 2 de septiembre.
El Championnat international, considerado olímpico, cuenta con 135 participantes, 108 de ellos franceses. Se compite en 16 pruebas: barra fija, barras paralelas, anillas, caballo con arcos y suelo (cada una con un ejercicio obligatorio y uno libre), salto de caballo, salto de altura, salto de longitud, salto con pértiga, escalada con cuerda y levantamiento de piedras. En cada prueba se podían conseguir 20 puntos, con lo que se podía conseguir un máximo de 320. El francés Gustave Sandras ganó la competición con 302 puntos, por delante de sus compatriotas Noël Bas (295) y Lucien Démanet (293).

#### Golf

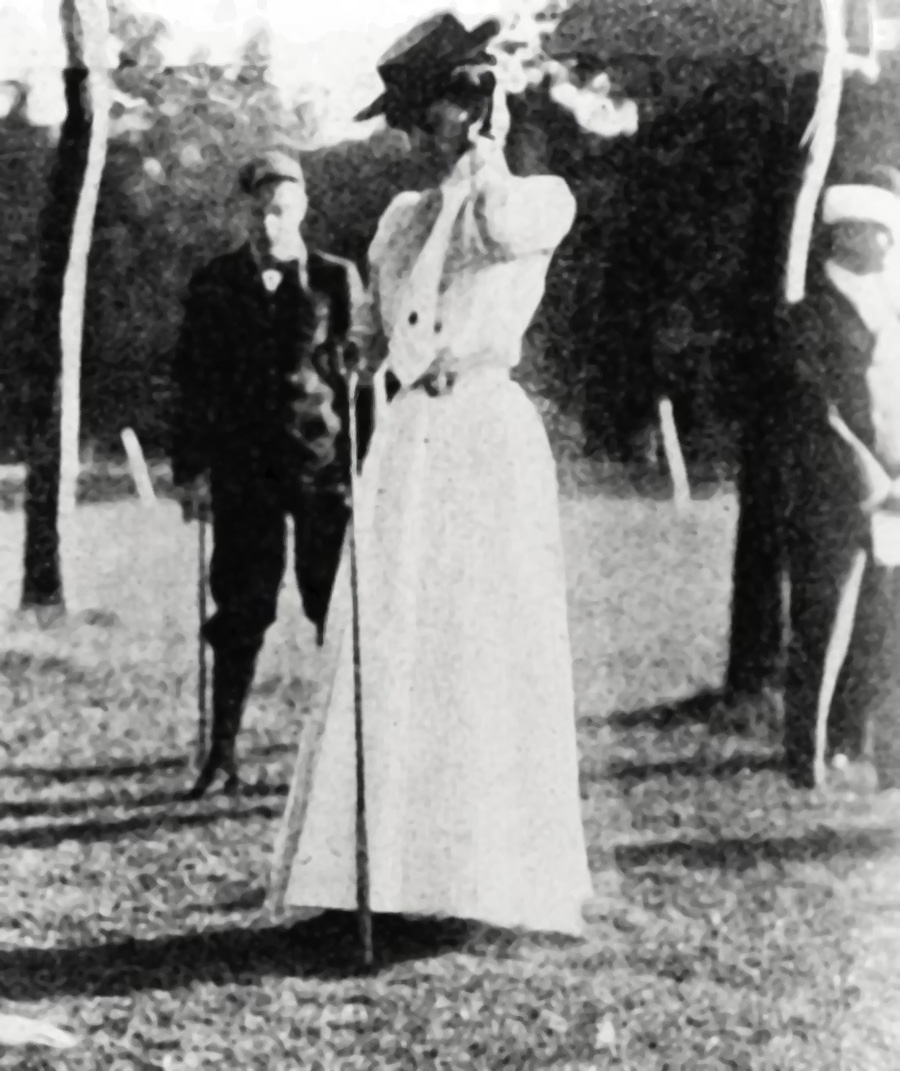
La estadounidense Margaret Abbott, vencedora del torneo femenino y primera campeona olímpica estadounidense.

Las competiciones de golf se celebraron en el campo de golf de Compiègne, en el departamento de Oise, ya que no se disponía de ningún campo más cerca de París. La mayoría de los espectadores procedían del extranjero. El programa constaba de tres pruebas: el torneo amateur masculino (denominado «Grand prix de l'Exposition de 1900»), el torneo femenino («Prix de la ville de Compiègne») y el «Handicap d'amateurs» masculino, no reconocido como olímpico.
El torneo masculino tuvo lugar el 2 de octubre y reunió a doce golfistas. El estadounidense Charles Sands, del club Saint Andrews de Yonkers, Nueva York, que también participó en tenis en estos Juegos, completó los dos recorridos en 167 golpes y ganó la competición; los escoceses Walter Rutherford del club de Jedburgh y David Robertson del club de Troon son segundo y tercero con 168 y 175 golpes respectivamente.
Al día siguiente, el torneo femenino reunió a diez participantes. La estadounidense Margaret Abbott, del club de Chicago, ganó la prueba al completar un recorrido de nueve hoyos en 47 golpes. Había viajado a París en 1899 con su madre, Mary Abbott, que terminó séptima en el torneo, para estudiar arte. Posteriormente comentó que quizás su victoria se debió al hecho de que «todas las mujeres francesas aparentemente habían malinterpretado la naturaleza del juego programado para ese día y se presentaron con tacones altos y faldas ajustadas». Murió en 1955 sin saber que había ganado un torneo olímpico, ni por tanto que era la primera campeona olímpica estadounidense de la historia; siguió siendo la única medallista de oro en su deporte hasta el regreso del golf femenino al programa olímpico en los Juegos Olímpicos de Río de Janeiro 2016. Pauline Whittier, una estadounidense de Boston que estaba estudiando en St. Moritz, Suiza, fue segunda con 49 golpes y Daria Pratt, del Dinard Club de Bretaña pero integrante del equipo estadounidense, fue tercera con 53 golpes.

#### Natación

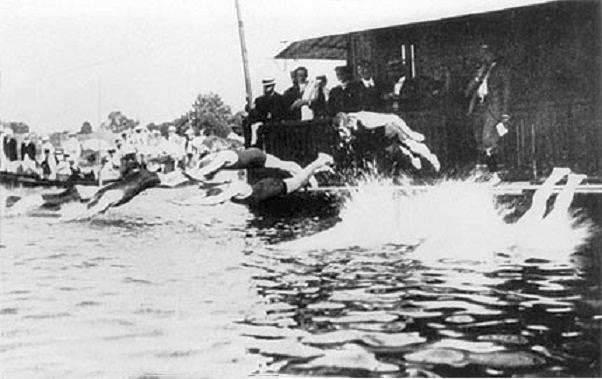
Salida de los 4000 m estilo libre.

Las competiciones de natación se celebran en el río Sena, entre Courbevoie y Asnières, con un total de 183 nadadores de 14 países, entre ellos 66 extranjeros. Entre los participantes hay 16 buceadores suecos que realizaron diversas demostraciones y 24 profesionales que participaban en una única prueba reservada para ellos, la de 4000 metros. Se disputaron siete pruebas para nadadores amateur y por tanto reconocidas como olímpicas; Bill Mallon contabilizó 78 participantes conocidos de 12 países. Se organizan series de seis nadadores y los cronometradores y jueces siguen a los participantes en botes o barcos. Hasta 5000 espectadores asistieron a las competiciones.
Los competidores de los 200 metros estilo libre consiguen grandes tiempos porque nadan en la dirección de la corriente; el ganador fue el australiano Frederick Lane por delante del húngaro Zoltán Halmay, que utilizó una nueva técnica de nado similar al crol. En la prueba de 200 metros por equipos los participantes cubren la distancia al mismo tiempo y se otorgan puntos a cada equipo en función de la clasificación de sus cinco nadadores; el Osborne Swimming Club británico, que era favorito, es descalificado por llegar tarde; un equipo berlinés ganó la competición por delante de los franceses Tritons Lillois y Pupilles de Neptune de Lille. El favorito en los 1000 metros estilo libre, el británico John Arthur Jarvis, ganó fácilmente la carrera con más de un minuto de ventaja sobre el austriaco Otto Wahle y Zoltán Halmay. Jarvis también ganó los 4000 metros de estilo libre amateur, esta vez con más de diez minutos de ventaja sobre sus perseguidores; Zoltán Halmay, segundo, consiguió su tercera medalla y el francés Louis Martin fue tercero. El alemán Ernst Hoppenberg ganó los 200 metros espalda por delante del austriaco Karl Ruberl, mientras que el favorito, el británico Robert Crawshaw, no terminó la carrera. En la prueba de 200 metros con obstáculos los nadadores debían superar una barra horizontal, pasar por encima de una fila de barcas y nadar debajo de otra; el ganador de los 200 metros estilo libre, Frederick Lane, se metió por la parte trasera de los barcos donde el paso era más fácil que en el medio y ganó con una pequeña ventaja sobre Otto Wahle. En la prueba de natación bajo el agua los participantes debían bucear y llegar lo más lejos y durante el mayor tiempo posible mientras permanecían bajo la superficie del agua; se otorgaban dos puntos por cada metro recorrido en línea recta y un punto por cada segundo. Dos miembros de los Tritons de Lille, Charles de Vendeville y André Six, terminaron primeros con 188,4 y 185,4 puntos respectivamente; el danés Peder Lykkeberg, que terminó tercero, recorrió una distancia más larga, pero recibió menos puntos porque su recorrido no fue recto. Tres de estas siete pruebas, 200 metros por equipos, natación con obstáculos y bajo el agua, hicieron su primera y única aparición en el programa de unos Juegos Olímpicos.

#### Pelota vasca

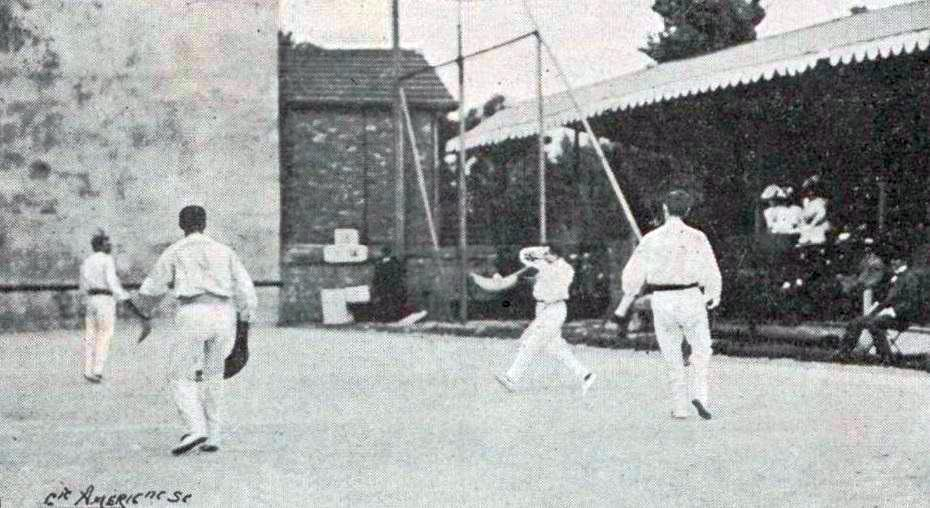
La competición profesional de pelota vasca.

Las competiciones de pelota vasca, una para amateurs y otra para profesionales, se programan en el recinto de la Société du Jeu de Pelote en Neuilly-sur-Seine. Un equipo francés de Cambo (Pirineos Atlánticos) y dos equipos madrileños se enfrentaron en el torneo profesional que congregó a más de mil espectadores. La victoria fue para los españoles Ángel Barrenechea y Juan Ituarte.
Para el torneo amateur, que se iba a disputar en la modalidad de cesta punta, se inscribieron un equipo francés y otro español, pero los franceses se retiran antes de la competición, probablemente por algún tipo de discrepancia sobre la organización o las reglas del torneo, por lo que la victoria le correspondió a la pareja española formada por José de Amézola y Aspizúa y Francisco Villota; en el año 2004 el COI reconoció su victoria, convirtiendo así a estos deportistas en los primeros medallistas olímpicos españoles. Los franceses, Maurice Durquetty y Etchegaray, son considerados medalla de plata.

#### Polo

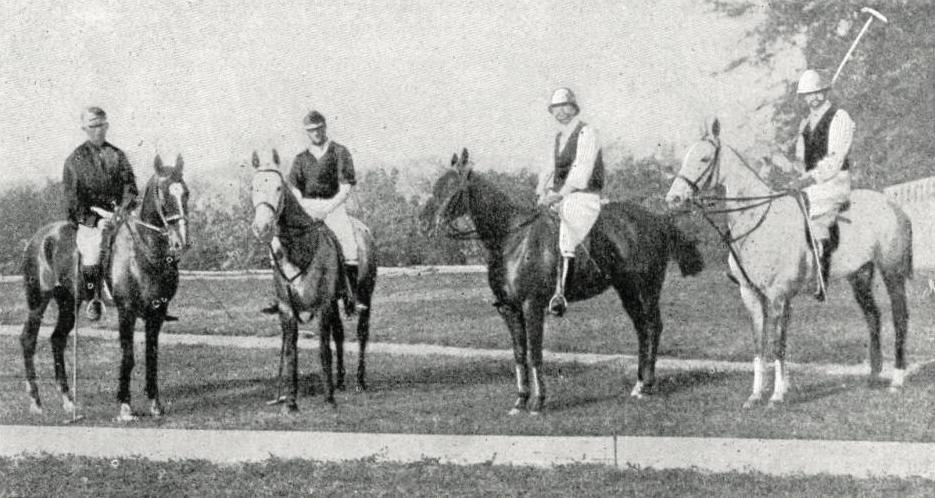
El Bagatelle Polo Club de París, medalla de bronce.

Las competiciones de polo se celebraron en los terrenos del Bagatelle Polo Club de París entre el 28 de mayo y el 11 de junio. Se disputaron varios torneos internacionales, en los que los participantes se agruparon según su nivel. En el gran premio internacional de la Exposición, que está reconocido como el torneo olímpico, participaron cinco equipos.
El Foxhunters Hurlingham venció al Compiègne Polo Club en cuartos de final (10-0), al Bagatelle Polo Club de París en semifinales (6-4) y al Polo Club de Rugby en la final (3-1). El equipo ganador estaba integrado por jugadores británicos y estadounidenses. Los jugadores del Polo Club de Rugby, que perdieron la final tras vencer por 8-0 a un equipo mexicano en semifinales, lo componían británicos, estadounidenses y franceses. El tercer lugar lo compartieron entre el Bagatelle Polo Club de París (Francia y Reino Unido) y el equipo mexicano (que se había inscrito como «Norteamérica»), formado por los hermanos Pablo, Manuel y Eustaquio Escandón Barrón, que se convirtieron en los primeros medallistas olímpicos mexicanos, y el estadounidense William Hyden Wright.

#### Remo

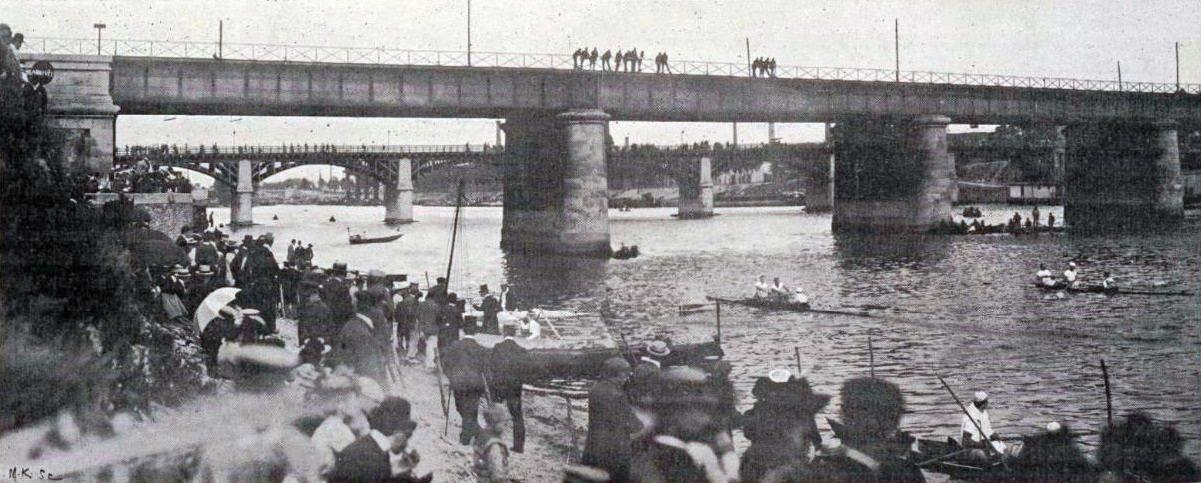
Prueba de remo con llegada el puente de Asnières.

Antes del inicio de las pruebas, el 19 de agosto se organiza una jornada de regatas populares en el río Marne para remeros «de promenade ou indépendants» (de a pie o independientes) que reunió a 270 participantes y a la que asistieron 10 000 espectadores.
Las competiciones de remo, que tuvieron lugar el sábado 25 y el domingo 26 de agosto en el Sena entre los puentes de Asnières y Courbevoie, fueron muy populares y reunieron a grandes multitudes a las orillas del río para verlas; el programa constó de nueve pruebas: de skiff sénior, de embarcaciones de dos, cuatro y ocho remeros júnior y sénior, de cuatro sénior secundaria y de cuatro principiantes. Las rondas clasificatorias se celebraron el sábado y el domingo por la mañana y las finales, para las que se interrumpió la navegación por el Sena, el domingo por la tarde. La longitud del campo de regatas era de 1750 metros. Para las cuatro pruebas sénior consideradas olímpicas, Bill Mallon contabiliza 107 participantes de ocho países.

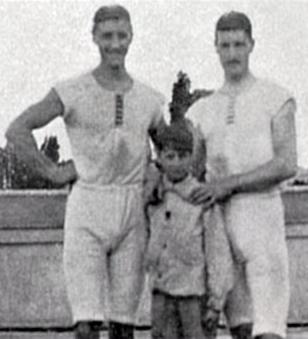
François Brandt y Roelof Klein con el niño que actuó como timonel, probablemente el campeón olímpico más joven de la historia.

El francés Hermann Barrelet ganó fácilmente la final de skiff por delante de su compatriota André Gaudin y el británico Saint-George Ashe. En la primera semifinal de la prueba de dos con timonel saltó la sorpresa, pues los favoritos neerlandeses François Brandt y Roelof Klein terminaron ocho segundos por detrás de los franceses Lucien Martinet y René Waleff, probablemente debido a que el timonel neerlandés, Hermanus Brockmann, era un adulto de 60 kg, mientras que los de las tripulaciones francesas eran niños de mucho menos peso. Los neerlandeses decidieron hacer lo mismo y en la final su timonel fue un niño de 33 kg que no había sido contratado por los equipos franceses por ser muy pesado; salieron muy rápidos y, aunque la ventaja se redujo mucho cerca de la meta, ganaron la carrera con una ventaja de 0,2 segundos sobre Martinet y Waleff. Se desconoce el nombre del niño parisino, pero con una edad estimada de entre 7 y 12 años, es probablemente el campeón olímpico más joven de la historia. La final de la prueba de cuatro con timonel debía reunir a los ganadores de las tres rondas clasificatorias y a los segundos de la serie 3, pero cuando los jueces se dan cuenta de que los perdedores de las series 2 y 3 tienen mejores tiempos que los vencedores de la serie 1, se deciden a organizar una serie adicional, pero que no llegó a disputarse porque los organizadores no pudieron contactar con todos los equipos y decidieron que la final reuniría a los tres ganadores y tres perdedores más rápidos; sin embargo los vencedores en las series se niegan a participar porque el recorrido está preparado para solo cuatro embarcaciones. La final la ganaron los franceses del Cercle de l'Aviron Roubaix por delante de la Union Nautique de Lyon y de la tripulación alemana Favorite Hammonia. Como el resultado no se consideró satisfactorio, se organizó una segunda final para los ganadores de las series; la victoria fue para el Germania Ruder Club por delante del Minerva Amsterdam y el Ludwigshafener Ruderverein. Ambas finales se consideran olímpicas. La tripulación del ocho con timonel del Vesper Boat Club de Filadelfia, campeón de los Estados Unidos en 1900, fue la única tripulación no europea en competiciones de remo; ganó con facilidad su carrera por delante del Royal Club Nautique de Gand y el Minerva Amsterdam.

#### Rugby

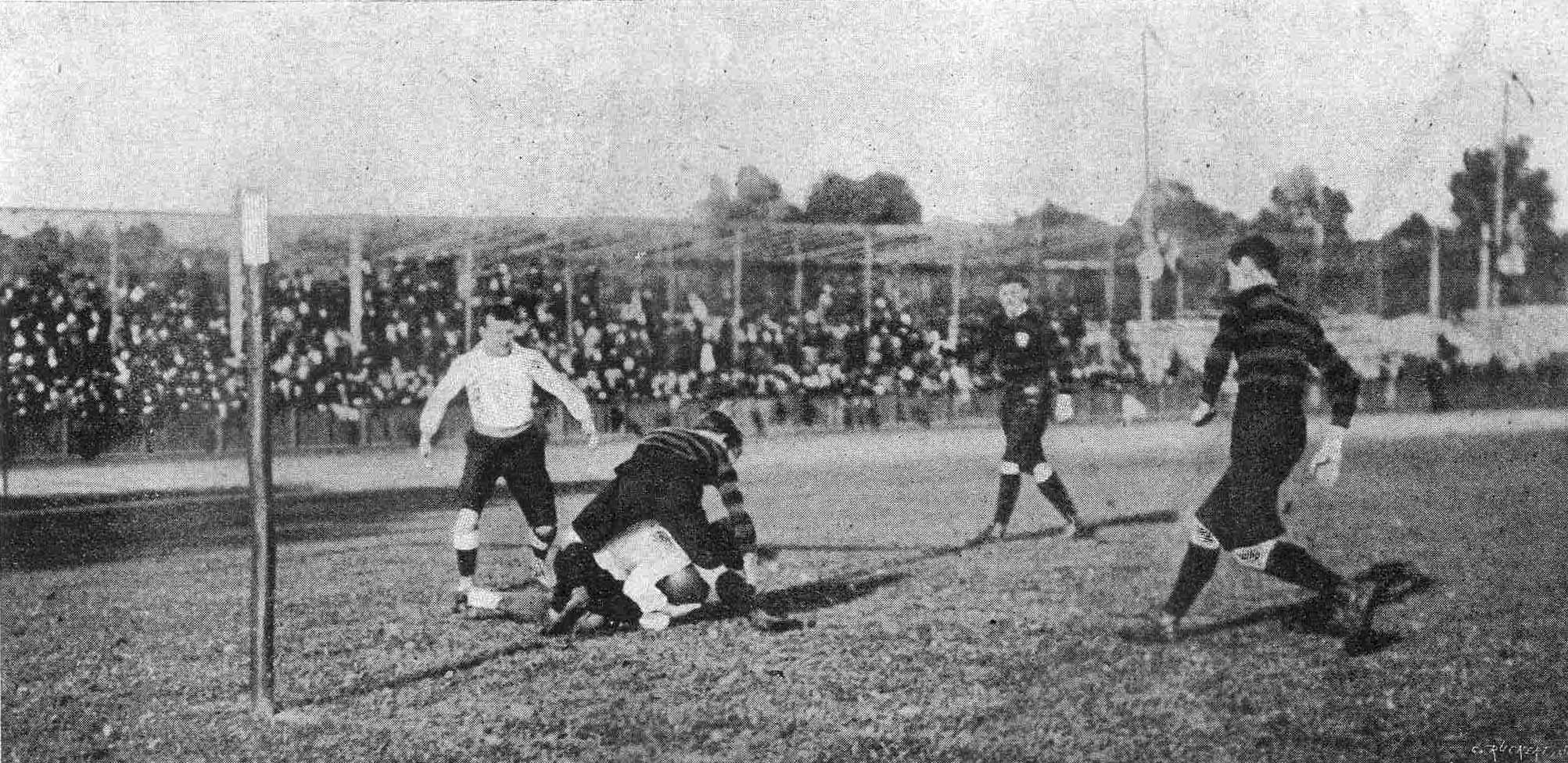
Partido entre Francia y Alemania.

Se habían programado tres partidos de rugby 15 (que por entonces se denominaba «football rugby») para disputarse en el velódromo de Vincennes: Francia-Alemania, Reino Unido-Alemania y Francia-Reino Unido. Sin embargo, el partido entre Reino Unido y Alemania no pudo celebrarse porque los equipos no podían permanecer en París durante los quince días necesarios para disputar sus dos encuentros. El equipo alemán fue el Fußballclub Frankfurt, los Moseley Wanderers representaron al Reino Unido y el equipo de la USFSA, compuesto por jugadores de diferentes clubes del país, representó a Francia.
Francia venció a Alemania el 14 de octubre, ante 2519 espectadores de pago, con un marcador de 27-17. El partido entre Francia y Reino Unido, que tuvo lugar el 28 de octubre, fue la última competición de los Juegos Olímpicos de 1900. Se disputó ante 6000 espectadores, 4389 de ellos de pago; los británicos, que habían llegado a París esa misma mañana después de jugar en Birmingham el día anterior, perdieron por 27-8. Posteriormente, según el palmarés olímpico del COI, a Francia se le asignó la medalla de oro y a Reino Unido y Alemania la de plata. Un jugador francés de origen haitiano, Constantin Henriquez, es el primer participante de raza negra en unos Juegos Olímpicos del que se tenga conocimiento.

#### Tenis
Los torneos de tenis, que por entonces se denominaba «lawn-tennis» (tenis sobre hierba), se disputaron en los terrenos de la Sociedad Deportiva de la Isla de Puteaux, fundada en 1886, sede que se decidió cinco días antes del inicio de las competiciones al considerar que las instalaciones del Cercle du bois de Boulogne que se habían escogido inicialmente eran insuficientes. Entre el 6 y el 11 de julio se disputaron cuatro torneos amateur, uno profesional y seis con hándicap; los jugadores británicos ganaron los cuatro torneos amateur sin hándicap, que reunieron a 26 participantes de cuatro países.

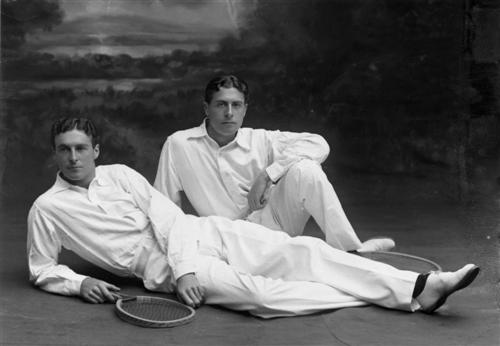
Los hermanos Reginald y Lawrence Doherty.

Los hermanos Doherty eran los favoritos del individual masculino: Reginald había ganado Wimbledon de 1897 a 1900, mientras que Lawrence lo hizo de 1902 a 1906; se encuentran en semifinales, pero como habían decidido que solo se enfrentarían entre ellos en torneos importantes, Reginald se retiró y dejó que Lawrence pasara a la final, donde venció por 6-4, 6-2 y 6-3  al irlandés-escocés Harold Mahony, que había derrotado al británico Arthur Norris en las semifinales. Los hermanos Doherty compiten juntos en dobles masculino donde, tras eliminar a Mahony y Norris, ganan la final con facilidad por 6-1, 6-1 y 6-0 al estadounidense Spalding de Garmendia y al francés Max Décugis, que por su parte habían eliminado a los franceses André Prévost y Georges de la Chapelle en semifinales. En las semifinales de individual femenino la británica Charlotte Cooper, que ya ha ganado tres veces en Wimbledon, derrotó a la campeona estadounidense en 1899 Marion Jones, mientras que Yvonne Prévost, considerada la mejor jugadora francesa, derrotó a la bohemia Hedwig Rosenbaum. Cooper ganó la final contra Prévost por 6-1 y 6-4 y se convirtió en la primera mujer campeona olímpica en una competición individual.
 Reginald Doherty y Charlotte Cooper dominaron el dobles mixto donde, tras derrotar a Lawrence Doherty y Marion Jones en las semifinales, se impusieron en la final contra Harold Mahony e Yvonne Prévost por 6-2 y 6-4.

#### Tira y afloja

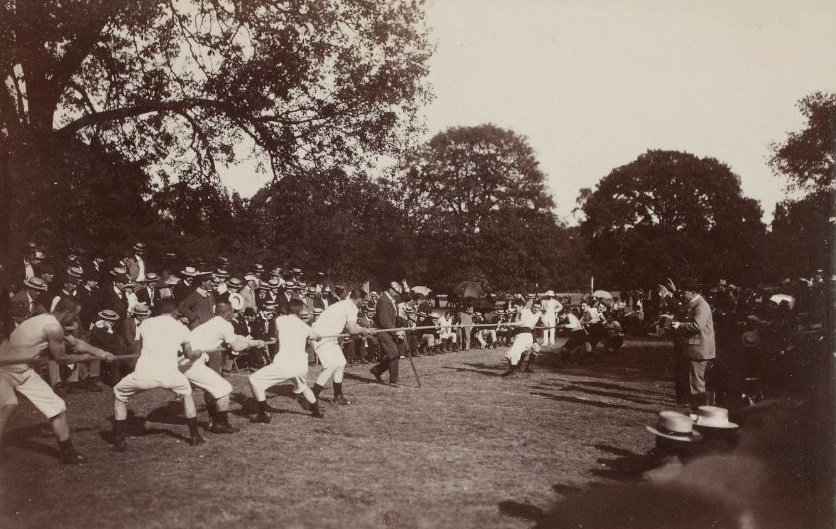
Un equipo conjunto escandinavo se hizo con el triunfo en la competición de tira y afloja al vencer al equipo francés.

La competición de tira y afloja (tirar de la cuerda) se disputa junto al atletismo en el estadio Croix-Catelan. Se inscribieron dos equipos: Estados Unidos y Francia, representada por el Racing Club de France. Sin embargo los estadounidenses se retiran porque tres miembros de su equipo participaban en el lanzamiento de martillo, pero son sustituidos por atletas suecos y daneses que deciden en el último momento formar un equipo conjunto. Los escandinavos ganan los dos enfrentamientos de la competición con bastante facilidad. Al final del día los estadounidenses se enfrentan a los escandinavos fuera de competición; tras ganar el primer encuentro, los estadounidenses están perdiendo el segundo, cuando algunos de sus compatriotas entre el público empiezan a tirar de la cuerda para ayudarlos y los jueces tienen que intervenir para evitar una pelea entre los dos equipos.

#### Tiro
Las competiciones de tiro con armas de fuego (pistola y carabina) tuvieron lugar en el campamento militar de Satory en Versalles. La Union des sociétés de tir de France se encargó de construir la infraestructura necesaria en los terrenos cedidos por el ejército. El «Concours international de tir et 7e concours national» consistió en 38 pruebas divididas en 24 categorías (19 de las cuales estaban abiertas a extranjeros) y dos categorías adicionales. El número de participantes ascendió a 6351, entre ellos 869 soldados franceses y 251 tiradores extranjeros. Hubo gran participación en el concurso popular, un torneo gratuito abierto a todo el público. El principal objetivo de las competiciones para los organizadores se centraba especialmente en evaluar el nivel medio de los tiradores franceses. La competición de foso olímpico (tiro al plato o ball-trap en Francia) se disputó en el pabellón de la Société du fusil de chasse de l'île Seguin en Billancourt; reunió a 36 participantes para la competición nacional y a 51 para la internacional. La de tiro de pichón con palomas vivas se celebró en el bosque de Boulogne, organizado por el Cercle du tir aux pigeons; los 198 participantes inscritos mataron a más de 300 palomas.

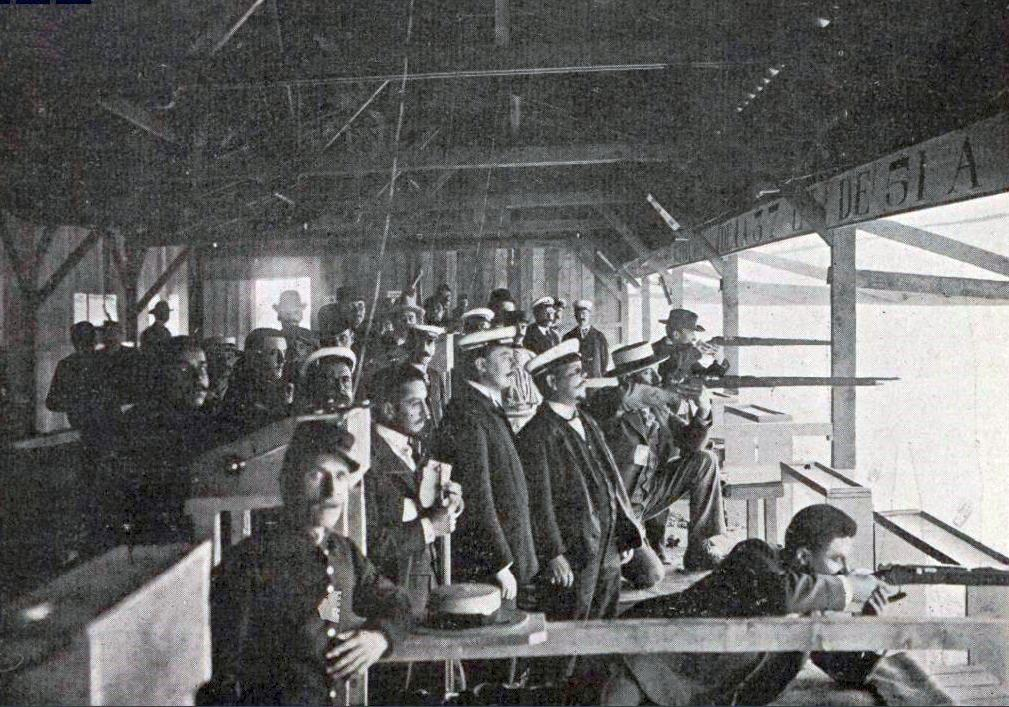
Instalación semicubierta en el campo militar de Satory durante las competiciones de tiro.

El Comité Olímpico Internacional reconoce nueve pruebas (incluida la de ball-trap pero no la de palomas vivas) como olímpicas; los suizos ganan cinco y los franceses tres. Bill Mallon contabiliza 72 participantes olímpicos de nueve países diferentes. Esta fue la primera y única vez en que algunas de estas pruebas olímpicas también tuvieron la consideración de Campeonato Mundial de Tiro.
Tres competiciones de tiro con pistola figuran en el palmarés olímpico. El tiro rápido a 25 metros (60 disparos) lo dominan los franceses: Maurice Larrouy, Léon Moreaux y Eugène Balme consiguen los tres primeros puestos. En tiro a 50 metros (60 disparos), el suizo Karl Conrad Röderer ganó el primer premio con 503 puntos sobre un total de 600 posibles, seguido por el francés Achille Paroche (466 puntos) y el suizo Konrad Stäheli (453 puntos). Suiza también ganó el tiro a 50 metros por equipos: sus cinco tiradores anotaron un total de 2271 puntos de un total de 3000 posibles, con Francia en el segundo lugar con 2203 puntos y los Países Bajos terceros con 1876.
Cinco pruebas de tiro con carabina se consideran olímpicas. En la de carabina en tres posiciones a 300 metros por equipos, los cinco participantes de cada equipo disparaban 40 veces tendidos, 40 de rodillas y 40 de pie, lo que otorgaba un total de 6000 puntos posibles. Suiza fue primera con 4399 puntos, Noruega segunda (4290) y Francia tercera (4278). El suizo Emil Kellenberger fue el vencedor en tiro en tres posiciones individual por delante del danés Anders Peter Nielsen, que superó a Kellenberger en la posición de tendido pero estuvo menos acertado en la de pie; el noruego Ole Østmo y el belga Paul Van Asbroeck fueron terceros. En las pruebas de cada una de las posiciones también se efectuaban 40 disparos a 300 m. En la de tendido las puntuaciones son muy ajustadas: el francés Achille Paroche es primero con 332 de los 400 puntos posibles, Anders Peter Nielsen segundo con 330 y Ole Østmo tercero con 329. Ganador de las dos pruebas por equipos y tercero en tiro con pistola a 50 metros, Konrad Stäheli ganó la prueba de tiro con carabina de rodillas con un total de 324 puntos; Emil Kellenberger y Anders Peter Nielsen, que consiguieron 314 puntos, empataron en segundo lugar. El danés Lars Jørgen Madsen ganó el tiro de pie delante de Ole Østmo y el belga Charles Paumier du Verger.
En foso olímpico el francés Roger de Barbarin y el belga René Guyot consiguieron 17 blancos cada uno sobre un total de 20, por lo que disputaron una prueba de desempate que ganó Barbarin 13-12; el francés Justinien Clary fue tercero, aunque también había conseguido 17 puntos.

#### Tiro con arco

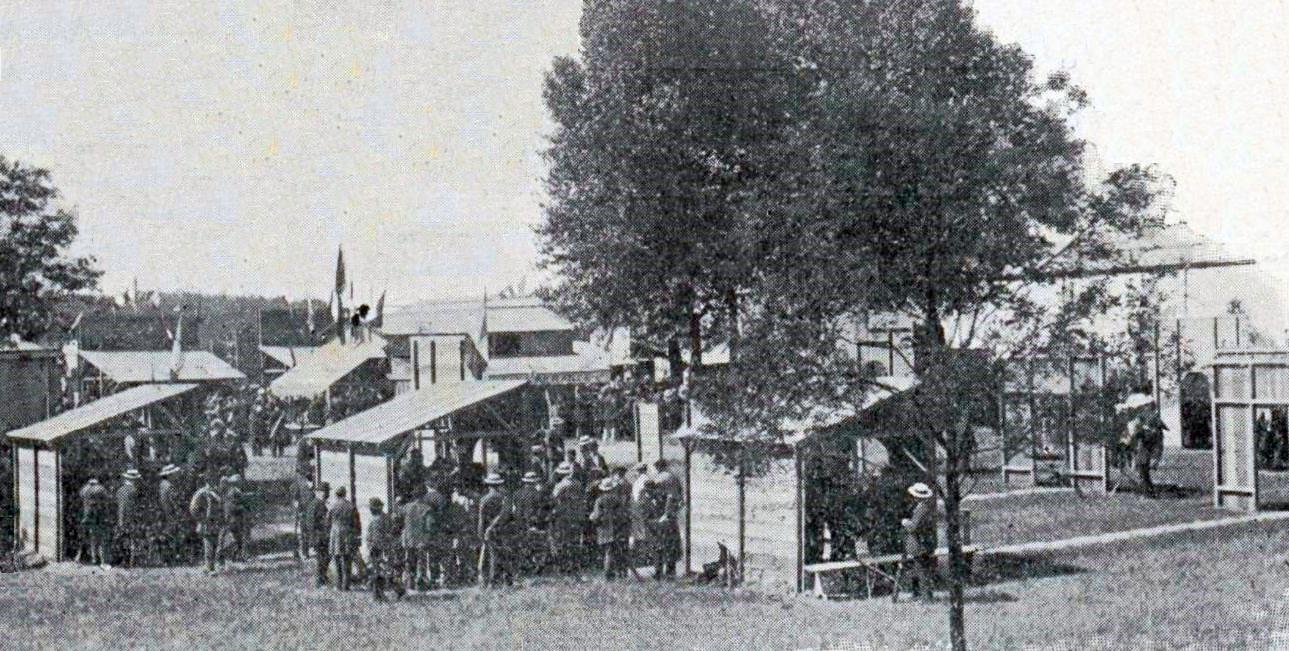
Instalación de tiro con arco en el antiguo velódromo de Vincennes.

El día anterior al inicio de las competiciones de tiro con arco se celebró por las calles de París un desfile oficial con 1723 delegados representantes de compañías de arco y ballesta. Las pruebas tuvieron lugar del 28 de mayo al 20 de agosto en el antiguo velódromo de Vincennes, situado cerca del nuevo. La instalación tenía el inconveniente de estar expuesta al viento. Aunque participaron 5254 tiradores, entre ellos 200 extranjeros (de Bélgica y de los Países Bajos), solo se conocen los nombres 17 de ellos (13 franceses y 4 belgas). Con la excepción del «Championnat du monde», que solo enfrentaba a dos tiradores, el Comité Olímpico Internacional reconoce las seis pruebas en las que participaban extranjeros, por lo que se excluyen el «Championnat de France», el «Championnat des sociétés» y el tiro con ballesta.
Los vencedores de la modalidad de tiro «au chapelet» y «au cordon doré» a 33 metros son los mismos: el belga Hubert Van Innis por delante de los franceses Victor Thibault y Frédéric Petit. El podio en «au chapelet» a 50 metros es enteramente francés, con Eugène Mougin primero y Henri Helle segundo. La prueba de «au cordon doré» a 50 metros la gana el francés Henri Hérouin, seguido por Van Innis y el francés Émile Fisseux. La competición de tiro «à la perche», popular en el norte de Francia y Bélgica, consiste en disparar a objetivos en la parte superior de un mástil; de esta competición se disputan dos pruebas: el belga Emmanuel Foulon gana en la modalidad «à la herse» y el francés Émile Grumiaux en la de «à la pyramide». Por último, el Campeonato del Mundo enfrenta a los dos mejores arqueros de tiro «au chapelet» y «au cordon doré» en la prueba de tiro «au berceau» y en la que Hérouin vence a Van Innis; Bill Mallon considera esta prueba olímpica, pero no está reconocida por el COI.

#### Vela
Las competiciones de vela se disputaron en dos sedes. Las regatas para barcos de menos de 10 toneladas, divididas en cinco categorías, tuvieron lugar en el Cercle de la voile de Paris en Meulan, en aguas del río Sena, mientras que las de los grandes veleros, divididas en dos categorías, son organizadas por la Société des régates de El Havre y se celebran en el mar. Las embarcaciones se clasificaron de acuerdo con la llamada «Regla Godinet», establecida en 1892 por la Union des Yachts Français y adoptada por otros países de la Europa continental, que clasifica las embarcaciones por desplazamiento, eslora y superficie vélica. Según las investigaciones realizadas por Bill Mallon, se conocen 97 competidores (entre ellos una mujer): 75 franceses y 22 de Alemania, Estados Unidos, Países Bajos, Reino Unido y Suiza. Aunque el COI reconoce todas las categorías disputadas como olímpicas, dado que para establecer la clasificación de las regatas en cada categoría el tiempo de cada tripulación se ajusta en función del peso de su embarcación, el historiador estadounidense David Wallechinsky no las considera olímpicas al entender que son pruebas con hándicap.

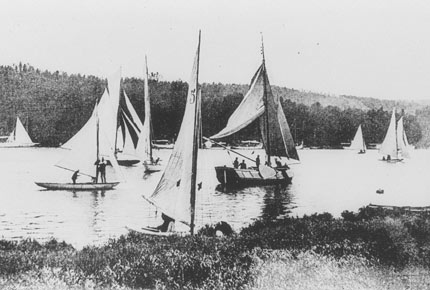
Las competiciones de embarcaciones ligeras se disputaron en Meulan, en el río Sena.

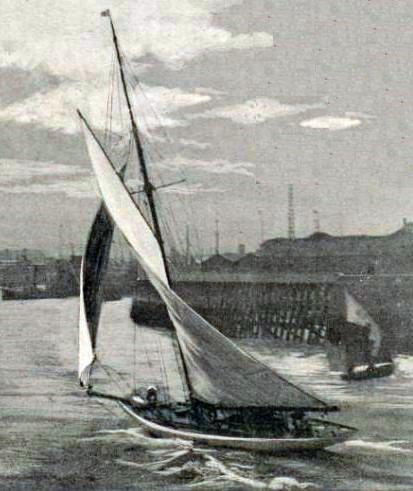
El velero Estérel, vencedor en la categoría de 10 a 20 toneladas disputada en El Havre.

Las regatas del Meulan comienzan el 20 de mayo con la prueba abierta, en la que deben participar todos los barcos de menos de 10 toneladas para poder competir en sus respectivas categorías los días siguientes. Sesenta y cinco veleros inician esta regata de 11 kilómetros; el viento es tan flojo que ningún barco llega antes del tiempo límite establecido, por lo que se amplía. Se clasifican siete embarcaciones, dos de los cuales son descalificadas por utilizar un medio de propulsión distinto de sus velas. La regata la gana el barco Scotia del británico Lorne Currie por delante del Aschenbrödel del alemán Paul Wiesner y el Turquoise del francés Émile Michelet. Durante las siguientes regatas el viento ya fue suficiente, pero las condiciones siguen siendo difíciles debido al gran número de barcos que transitan por el Sena mientras se están disputando las pruebas. Se programan dos regatas para cada una de las cinco categorías; en algunas de ellas el Comité Olímpico Internacional reconoce ambas. Las regatas para barcos de menos de 0,5 toneladas se disputan en una distancia de ocho kilómetros; todos los participantes son franceses. La primera la ganó el Baby de Pierre Gervais y la segunda Fantlet de Émile Sacré. En la primera regata en la categoría de 0,5 a 1 t, sobre una distancia de 15 km, el Aschenbrödel llegó en primer lugar, 17 segundos por delante del Scotia, pero el barco alemán fue descalificado por superar el tonelaje de la categoría (1,04 toneladas) y el primer puesto fue para los británicos, mientras que la tripulación francesa de. Crabe II, que llegó diez minutos después, quedó en segundo lugar. Las tripulaciones francesas dominaron la segunda regata, con el Carabinier primero seguido por Scamasaxe y Crabe II. Las regatas de barcos de 1 a 2 t se disputan en un recorrido de 19 kilómetros; el barco suizo Lerina, única embarcación extranjera con Hermann de Pourtalès y su esposa, la condesa Hélène de Pourtalès, posible primera campeona olímpica a bordo, ganó la primera regata. Tras realizar un cambio de categoría, el Aschenbrodel ganó la segunda regata por delante del Lerina. A bordo del Olle, el británico William Exshaw y sus compañeros franceses ganaron las dos regatas de 2 a 3 toneladas, sobre una distancia de 19 kilómetros, por delante del barco francés Favorite; este último ganó la regata 1 en tiempo, pero fue clasificado en segundo lugar en aplicación del tiempo ajustado en función del peso. En la categoría de 3 a 10 toneladas, el barco francés Fémur ganó la primera regata por delante del neerlandés Mascotte y del francés Gitana. En la segunda regata el barco francés Turquoise fue descalificado y el británico Bona Fide, que llegó tarde para la primera regata por retrasos en la aduana francesa, ganó fácilmente la segunda por delante del Gitana.
Las regatas en El Havre tienen lugar a partir del 1 de agosto con mar gruesa. La clasificación de la categoría de 10 a 20 toneladas se establecía tras la disputa de tres regatas de 22 millas náuticas. La segunda serie se tuvo que posponer dos veces debido a las malas condiciones climáticas. El barco francés Estérel ganó dos de las tres regatas y terminó primero por delante del Quand-Même y el británico Laurea. Debido al mal tiempo, solamente cuatro de las catorce tripulaciones inscritas participan en la regata de más de 20 t, que se disputa en una única manga de 40 millas náuticas. Las embarcaciones británicas Cicely, de 96 toneladas, y Brynhild, de 153, obtuvieron los dos primeros puestos, mientras que el barco estadounidense Formosa, cuyo spinnaker fue arrastrado por el viento, terminó tercero; el Souvenance, cuarto, recibió un premio especial como primer yate francés.

#### Waterpolo

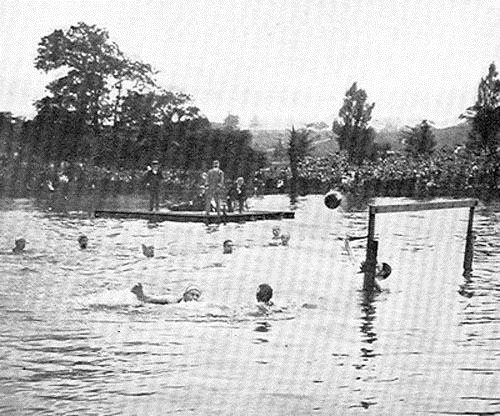
Los partidos de waterpolo se disputaron en el Sena.

La competición de waterpolo, que formaba parte del programa de natación, se disputó en el río Sena, en la cuenca de Asnières, los días 11 y 12 de agosto. Participaron siete equipos de cuatro países, con un total de 58 jugadores. En la primera ronda, el Osborne SC de Mánchester venció a los Tritons de Lille por 12-0. El segundo equipo del Neptune Pupils de Lille derrotó al Berliner Swimming Club por 3-2 mientras que el Brussels Swimming and Water-Polo Club venció al primer equipo del Pupilles de Neptune de Lille por 2-0. En semifinales, el Osborne SC eliminó por 10-1 a los Pupilles de Neptune de Lille, mientras que el Brussels SWC venció al Libellule de Paris (que no tuvo que disputar la primera ronda) por 5 goles a 1. Por tanto, la final enfrentó al Osborne SC contra el Brussels SWC; los británicos volvieron a ser muy superiores a sus rivales, permitiéndose inclusa hacer pases acrobáticos y disparos desde medio campo, ganando el partido con un marcador de 7-2.

#### Otros deportes
Aunque en su momento no se hizo ninguna distinción entre los diferentes deportes disputados durante estos Juegos en el marco de la Exposición Universal, se celebraron otras competiciones deportivas no consideradas por el COI posteriormente como disciplinas olímpicas, como el automovilismo, colombofilia, globos aerostáticos, deportes de bolas, palma larga, motonáutica, pesca con caña, salvamento y tiro con cañón.

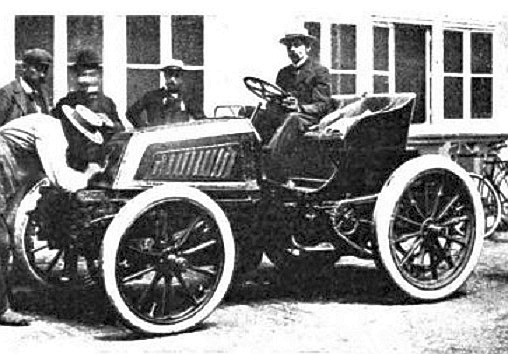
Alfred Velghe, vencedor en la carrera París-Toulouse-París.

Las competiciones de automovilismo se agrupan en dos bloques: pruebas de resistencia y carreras de velocidad. Las cinco pruebas de resistencia evalúan vehículos de diferentes categorías en términos de rendimiento del motor, consumo de combustible, facilidad de conducción y confort. Las salidas se realizan por la pista que bordea el lago Daumesnil en el bosque de Vincennes y los vehículos recorren unos 800 kilómetros a través de la ciudad o por las afueras de París. La carrera de velocidad realiza el recorrido París-Toulouse-París y se divide en tres etapas con un recorrido total de 1448 kilómetros; solo dieciocho de los cincuenta y cinco vehículos participantes consigue llegar a la meta. El piloto francés Alfred Velghe es el ganador en la categoría de turismos con una velocidad media de más de 65 km/h, conduciendo un Mors de más de una tonelada equipado con neumáticos Michelin. Louis y Marcel Renault, que habían fundado su empresa en 1899, ganaron la categoría de coches pequeños (menos de 400 kg) al volante de su último modelo con una media de 36,4 km/h en el viaje de ida y más de 42 km/h en el de vuelta.
Los deportes de bolas se organizan en el boulodrome de Saint-Mandé. Se disputan dos torneos: de bola lionesa y de bola parisina. Participan 54 quadrettes (216 jugadores), todos franceses. Un equipo de Lyon gana el torneo de bola lionesa y un equipo de Saint-Mandé el de parisina.
Las competiciones de palomas se celebraron en el parque aerostático de Vincennes, organizadas por la Fédération pigeon fancier de la Seine. Las pruebas debían iniciarse a primera hora de la mañana para que las palomas tuvieran tiempo de volver antes del anochecer, aunque la mayor concentración de público era por la tarde. Se organizan dos tipos de pruebas: las sueltas matinales, en las que participan sociedades de toda Francia, y las sueltas vespertinas, organizadas para el disfrute del público en el marco de la Exposición Universal. Se realizaron sueltas-espectáculo de varios miles de palomas liberadas al mismo tiempo. Como debían poder volver en poco tiempo a su palomar, se les suministra el abastecimiento por parte de las sociedades de París, del departamento del Sena y de Versalles.

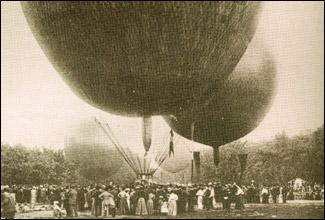
Las competiciones de globos se instalan en un parque aerostático establecido en Vincennes.

Las competiciones de globos tienen lugar durante 15 días entre el 17 de junio y el 9 de octubre y son un importante acontecimiento de la Exposición Universal. El programa incluyó las categorías de duración del vuelo, distancia máxima, altitud máxima y distancia mínima (el objetivo era aterrizar lo más cerca posible de un punto predeterminado). 46 pilotos, todos franceses, realizaron en total 156 vuelos con 48 globos diferentes; incluyendo a los pasajeros, que podían ayudar al piloto, 326 personas (incluidas algunas mujeres) participaron en las competiciones. El 17 de junio y el 26 de agosto se produjeron tormentas que pusieron en peligro a los competidores en la categoría de duración del vuelo. El 23 de septiembre Jacques Balsan ganó la competición de altitud, alcanzando los 8558 metros. En la competición final, en la que participaban los mejores pilotos de las catorce pruebas anteriores, Henry de La Vaulx consiguió llevar su globo hasta cerca de Kiev, en Ucrania (por entonces perteneciente al Imperio ruso) después de haber recorrido 1925 kilómetros en 35 horas y 45 minutos, batiendo los récords mundiales de distancia y duración de vuelo.
Las competiciones de embarcaciones a motor tienen lugar en el río Sena a su paso por Argenteuil en un tramo de 6 km de longitud. Cuarenta y nueve competidores, todos franceses, participaron en las pruebas. Las embarcaciones se dividen en cuatro categorías según su eslora; en cada una de ellas se realiza una prueba de velocidad y otra de fondo. La mayoría de los barcos son de motores a vapor o de combustión, aunque un barco propulsado por un motor eléctrico ganó una carrera.
La palma larga (longue paume, antiguo juego de origen francés, variante del juego de palma, dio origen a juegos como el tamburello o el balón al puño) tiene lugar en los jardines de Luxemburgo. Los participantes se dividen en dos categorías por niveles; tres de los cuatro torneos fueron ganados por la Société de longue paume de Paris.

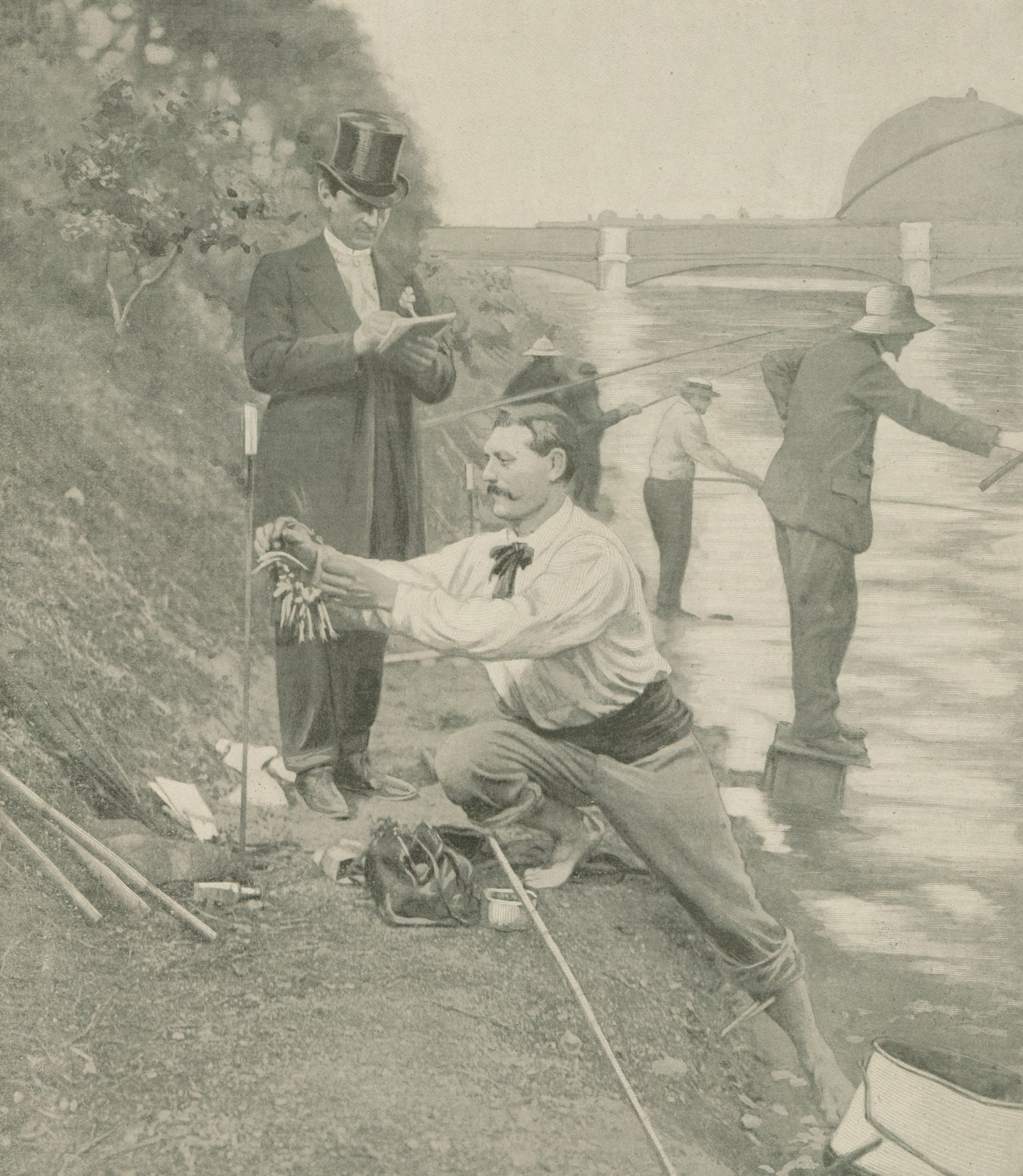
Competición de pesca con caña.

La competición de pesca con caña se celebró en París, en la île aux Cygnes en el Sena. Participan 600 competidores y asisten 20 000 espectadores en los cuatro días de competición. Los participantes capturaron 2051 peces, 881 de ellos durante la final. Élie Lesueur, de Amiens, gana la copa al conseguir el pez de mayor tamaño y Hyacinthe Lalanne recibe el diploma de «premier du monde» por sus 47 capturas.
Las pruebas de salvamento se dividen en tres categorías. La de bomberos, que reúne a profesionales de seis países, tiene lugar en el bosque de Vincennes; los bomberos de Kansas City (Estados Unidos) y Oporto (Portugal) ganaron las competiciones internacionales profesional y amateur, respectivamente. Los 1000 participantes en las pruebas de salvamento acuático compiten en el Sena entre Courbevoie y Asnières; realizan ejercicios como rescatar voluntarios y maniquís en un barco de pesca de 30 toneladas del que se simula que se hunde. Alrededor de 3000 personas participan en las pruebas de primeros auxilios en el velódromo de Vincennes; el ejercicio que resultó más popular fue el que simulaba una situación de guerra, en la que los participantes debían avanzar a través de un circuito de obstáculos llevando una camilla cargada con un hombre sin darle sacudidas.

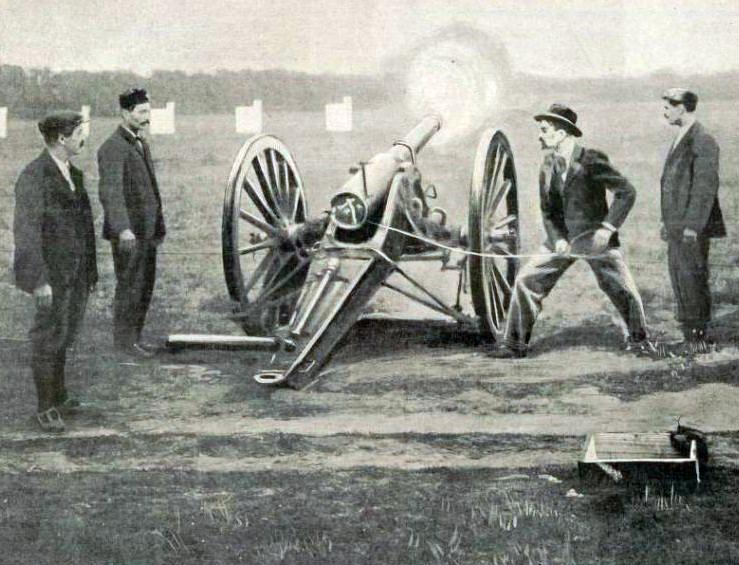
Prueba de tiro con cañón a 60 metros en el Polígono de Artillería de Vincennes.

La competición de tiro con cañón se disputa en el Polígono de Artillería de Vincennes, en colaboración con la Société de tir au canon de Paris. El programa estaba dividido en tres modalidades: tiro individual, tiro con batería de campaña y tiro con batería de asalto. La prueba individual, de seis días de duración, reunió a 542 participantes que debían manejar un cañón de 90 mm. Para el tiro de las baterías de campaña, 16 oficiales y suboficiales asistidos por 30 personas disparaban con seis cañones; en esta modalidad participaron 46 baterías de campaña. Para el tiro con baterías de asalto se requería un comandante, doce apuntadores y ocho ayudantes para operar los cuatro cañones.

### Medallero
Los organizadores de las competiciones deportivas de la Exposición Universal no registraron las victorias obtenidas por los atletas de cada país y no establecieron una clasificación por naciones participantes. Las medallas olímpicas de oro, plata y bronce que se otorgan a los tres primeros clasificados en cada prueba aparecen por primera vez en los Juegos Olímpicos de San Luis 1904. Por ello, el medallero de los Juegos Olímpicos de 1900 se estableció de forma retrospectiva mediante la asignación de medallas a los tres primeros clasificados en las pruebas de las competiciones deportivas de la Exposición que se consideraron olímpicas.
Francia, país del que procedían más de la mitad de los atletas, domina el palmarés por única vez en su historia con 101 medallas, 26 de las cuales fueron de oro. Estados Unidos ocupa el segundo lugar con 47 medallas (19 de oro), la mayoría conseguidas en pruebas de atletismo. Reino Unido ocupa el tercer lugar con 30 medallas, 15 de ellas de oro. El COI adjudicó las doce medallas ganadas colectivamente por atletas de diferentes países al Equipo Mixto.
El siguiente cuadro fue publicado en el sitio web del Comité Olímpico Internacional, pero ya no está en línea. En él se contabilizan 89 podios en 85 pruebas diferentes (dos finales para las de cuatro con timonel en remo, dos regatas para tres categorías en vela), lo que no concuerda con las 95 pruebas que se indican en 2019 en su página web.
| Puesto | País                 | Medalla de oro, Juegos Olímpicos | Medalla de plata, Juegos Olímpicos | Medalla de bronce, Juegos Olímpicos | Total |
| ------ | -------------------- | -------------------------------- | ---------------------------------- | ----------------------------------- | ----- |
| 1      | Francia (FRA)        | 26                               | 41                                 | 34                                  | 101   |
| 2      | Estados Unidos (USA) | 19                               | 14                                 | 14                                  | 47    |
| 3      | Reino Unido (GBR)    | 15                               | 6                                  | 9                                   | 30    |
| 4      | Equipo Mixto (ZZX)   | 6                                | 3                                  | 3                                   | 12    |
| 5      | Suiza (SUI)          | 6                                | 2                                  | 1                                   | 9     |
| 6      | Bélgica (BEL)        | 5                                | 5                                  | 5                                   | 15    |
| 7      | Alemania (GER)       | 4                                | 2                                  | 2                                   | 8     |
| 8      | Italia (ITA)         | 2                                | 2                                  | 0                                   | 4     |
| 9      | Australia (AUS)      | 2                                | 0                                  | 3                                   | 5     |
| 10     | Dinamarca (DEN)      | 1                                | 3                                  | 2                                   | 6     |
| 11     | Hungría (HUN)        | 1                                | 2                                  | 2                                   | 5     |
| 12     | Cuba (CUB)           | 1                                | 1                                  | 0                                   | 2     |
| 13     | Canadá (CAN)         | 1                                | 0                                  | 1                                   | 2     |
| 14     | España (ESP)         | 1                                | 0                                  | 0                                   | 1     |
| 15     | Austria (AUT)        | 0                                | 3                                  | 3                                   | 6     |
| 16     | Noruega (NOR)        | 0                                | 2                                  | 3                                   | 5     |
| 17     | India (IND)          | 0                                | 2                                  | 0                                   | 2     |
| 18     | Países Bajos (NED)   | 0                                | 1                                  | 3                                   | 4     |
| 19     | Bohemia (BOH)        | 0                                | 1                                  | 1                                   | 2     |
| 20     | México (MEX)         | 0                                | 0                                  | 1                                   | 1     |
| 20     | Suecia (SWE)         | 0                                | 0                                  | 1                                   | 1     |
| Total  | Total                | 90                               | 90                                 | 88                                  | 268   |

La siguiente tabla es la del sitio web Sports Reference: Olympics Statistics and History, con datos de Bill Mallon. Se contabilizan 95 podios establecidos en 89 pruebas diferentes (dos finales para las de cuatro con timonel en remo, dos regatas para cinco categorías en vela).
| Puesto | País                           | Medalla de oro, Juegos Olímpicos | Medalla de plata, Juegos Olímpicos | Medalla de bronce, Juegos Olímpicos | Total |
| ------ | ------------------------------ | -------------------------------- | ---------------------------------- | ----------------------------------- | ----- |
| 1      | Francia (FRA) (país anfitrión) | 27                               | 37                                 | 37                                  | 101   |
| 2      | Estados Unidos (USA)           | 19                               | 14                                 | 15                                  | 48    |
| 3      | Reino Unido (GBR)              | 15                               | 8                                  | 9                                   | 32    |
| 4      | Equipo Mixto (ZZX)             | 8                                | 6                                  | 6                                   | 20    |
| 5      | Bélgica (BEL)                  | 6                                | 7                                  | 4                                   | 17    |
| 6      | Suiza (SUI)                    | 6                                | 2                                  | 1                                   | 9     |
| 7      | Alemania (GER)                 | 4                                | 3                                  | 2                                   | 9     |
| 8      | Italia (ITA)                   | 3                                | 2                                  | 0                                   | 5     |
| 9      | Australia (AUS)                | 2                                | 0                                  | 3                                   | 5     |
| 10     | Dinamarca (DEN)                | 1                                | 3                                  | 2                                   | 6     |
| 11     | Hungría (HUN)                  | 1                                | 2                                  | 2                                   | 5     |
| 12     | Cuba (CUB)                     | 1                                | 1                                  | 0                                   | 2     |
| 13     | Canadá (CAN)                   | 1                                | 0                                  | 1                                   | 2     |
| 14     | España (ESP)                   | 1                                | 0                                  | 0                                   | 1     |
| 14     | Dinamarca (LUX)                | 1                                | 0                                  | 0                                   | 1     |
| 16     | Austria (AUT)                  | 0                                | 3                                  | 3                                   | 6     |
| 18     | Noruega (NOR)                  | 0                                | 2                                  | 3                                   | 5     |
| 18     | Países Bajos (NED)             | 0                                | 2                                  | 3                                   | 5     |
| 19     | India (IND)                    | 0                                | 2                                  | 0                                   | 2     |
| 20     | Bohemia (BOH)                  | 0                                | 1                                  | 1                                   | 2     |
| 21     | Suecia (SWE)                   | 0                                | 0                                  | 1                                   | 1     |
| Total  | Total                          | 96                               | 95                                 | 93                                  | 284   |

### Deportistas con más medallas
Al igual que la tabla de medallas por países, la clasificación de los atletas más condecorados se estableció retrospectivamente. La encabezan los atletas estadounidenses, como Alvin Kraenzlein que ganó cuatro pruebas y Ray Ewry que ganó tres. El tirador suizo Konrad Stäheli es segundo con cuatro medallas, tres de ellas de oro. La siguiente clasificación es obra de Bill Mallon:
| Puesto | Deportista              | Disciplina    | Medalla de oro, Juegos Olímpicos | Medalla de plata, Juegos Olímpicos | Medalla de bronce, Juegos Olímpicos | Total |
| ------ | ----------------------- | ------------- | -------------------------------- | ---------------------------------- | ----------------------------------- | ----- |
| 1      | Alvin Kraenzlein (USA)  | Atletismo     | 4                                | 0                                  | 0                                   | 4     |
| 2      | Konrad Stäheli (SUI)    | Tiro          | 3                                | 0                                  | 1                                   | 4     |
| 3      | Ray Ewry (USA)          | Atletismo     | 3                                | 0                                  | 0                                   | 3     |
| 4      | Irving Baxter (USA)     | Atletismo     | 2                                | 3                                  | 0                                   | 5     |
| 5      | Walter Tewksbury (USA)  | Atletismo     | 2                                | 2                                  | 1                                   | 5     |
| 6      | Hubert Van Innis (BEL)  | Tiro con arco | 2                                | 2                                  | 0                                   | 4     |
| 7      | Emil Kellenberger (SUI) | Tiro          | 2                                | 1                                  | 0                                   | 3     |
| 7      | Charles Bennett (GBR)   | Atletismo     | 2                                | 1                                  | 0                                   | 3     |
| 9      | Lawrence Doherty (GBR)  | Tenis         | 2                                | 0                                  | 1                                   | 3     |
| 9      | Reginald Doherty (GBR)  | Tenis         | 2                                | 0                                  | 1                                   | 3     |

## Repercusión
Las competiciones deportivas de la Exposición Universal se consideraron un gran éxito por los periodistas de la época. El periódico deportivo Le Vélo, por ejemplo, publicó que «El deporte en 1900 giró en torno a un único punto, París». L'Auto-Vélo afirmaba que «Desde que los Juegos Olímpicos desataban grandes emociones en Grecia y en todo el mundo antiguo cada cuatro años, el deporte nunca ha sido más honrado que este año, nunca ha conmovido tanto a la multitud […] Así, el deporte se ha convertido en una especie de nueva religión».  El 21 de mayo de 1901, ante los miembros del Comité Olímpico Internacional reunidos en París, Pierre de Coubertin describió el evento como «un acontecimiento deportivo impresionante cuya influencia en el atletismo será beneficiosa». Durante un banquete le entregó la medalla olímpica a Daniel Mérillon, Delegado General de Deportes para las competiciones deportivas de la Exposición Universal de 1900 y esa misma noche, el italiano Eugenio Brunetta d'Usseaux, miembro del COI expresándose en nombre de los representantes extranjeros, habló de «acontecimientos grandiosos» y de un «recuerdo inolvidable».
Sin embargo, la revista deportiva La Vie au grand air, que cubrió regularmente los Juegos durante su celebración,  menciona a menudo problemas de organización, como cambios de última hora en el programa o sedes que no se adaptaron debidamente a las exigencias de las competiciones, y años después, en sus memorias publicadas en 1931, Pierre de Coubertin fue muy crítico con la organización de las competiciones deportivas; sobre los Juegos Olímpicos en concreto escribió: «Desgraciadamente, si había un lugar en el mundo donde la gente se mostró indiferente, fue sobre todo París…» y «Se registraron resultados interesantes, pero no olímpicos. En palabras de uno de nuestros colegas, se “utilizó nuestro trabajo para romperlo en pedazos”. La fórmula sigue siendo correcta. Caracteriza la experiencia de 1900. Demostró, en todo caso, que había que evitar que los Juegos nunca se adscribiesen a una de estas grandes ferias, en medio de las cuales su valor filosófico se desvanece y su significado pedagógico resulta ineficaz.»
Basándose especialmente en estas memorias, los historiadores del deporte, en particular los historiadores franceses, suelen hacer una valoración negativa de los organizadores, que asignaron un lugar modesto a los Juegos Olímpicos en el marco de la Exposición Universal. Por ejemplo, en su Histoire du Sport français de 1870 à nos jours publicado en 1983, Jean-Toussaint Fieschi escribe: «Podría haber sido un acontecimiento importante, una oportunidad para reafirmar la práctica deportiva en Francia; no fue más que un triste evento ferial, un revoltijo de pruebas de carácter más o menos oficial, amateur y profesional, dispersas por toda la capital, inmersas en medio de una epidemia de concursos, pasacalles, revistas y desfiles. Que los Juegos hayan podido sobrevivir a un fiasco así parece increíble hoy en día.» Esta visión es compartida por algunos autores anglosajones como Bill Mallon, que llegó a calificar los Juegos de 1900 y 1904, ambos organizados en el marco de una Exposición Universal, de «Farcical Games» (Juegos absurdos, ridículos o una farsa).